# Suwałki
Suwałkiⓘ (em iídiche: סואוואַלק, em lituano: Suvalkai) é uma cidade com direitos de condado no nordeste da Polônia, localizada no rio Czarna Hańcza. Pertence à voivodia da Podláquia. É a sede das autoridades do condado de Suwałki.
Nos anos 1975–1998 foi a sede das autoridades da voivodia de Suwałki. O segundo maior centro da voivodia da Podláquia e o centro cultural da região polonesa de Suwałki. Ao mesmo tempo, a maior cidade de toda a região histórica de Suwałki e a maior cidade da Polônia contemporânea nos territórios que no período de 1569 a 1795, como parte da República das Duas Nações, faziam parte do Grão-Ducado da Lituânia. A cidade clerical situava-se, no final do século XVIII, no condado de Grodno da voivodia de Troki.
Conforme os dados do Escritório Central de Estatística da Polônia (GUS) de 31 de dezembro de 2024, Suwałki tinha 68 035 habitantes e era a segunda maior cidade (depois de Białystok) na voivodia da Podláquia, bem como a 50.ª cidade mais populosa da Polônia.

## História
A cidade surgiu de um assentamento fundado no século XVII pela Ordem dos Camaldulenses do mosteiro próximo em Wigry, como um dos assentamentos nas áreas despovoadas da antiga Jaćwieża, que eles colonizaram. Em 3 de março de 1720, Augusto II, o Forte confirmou os direitos municipais de Suwałki com um privilégio real.
Os eventos mais importantes da história de Suwałki:
- 1688 — primeira menção a Suwałki;

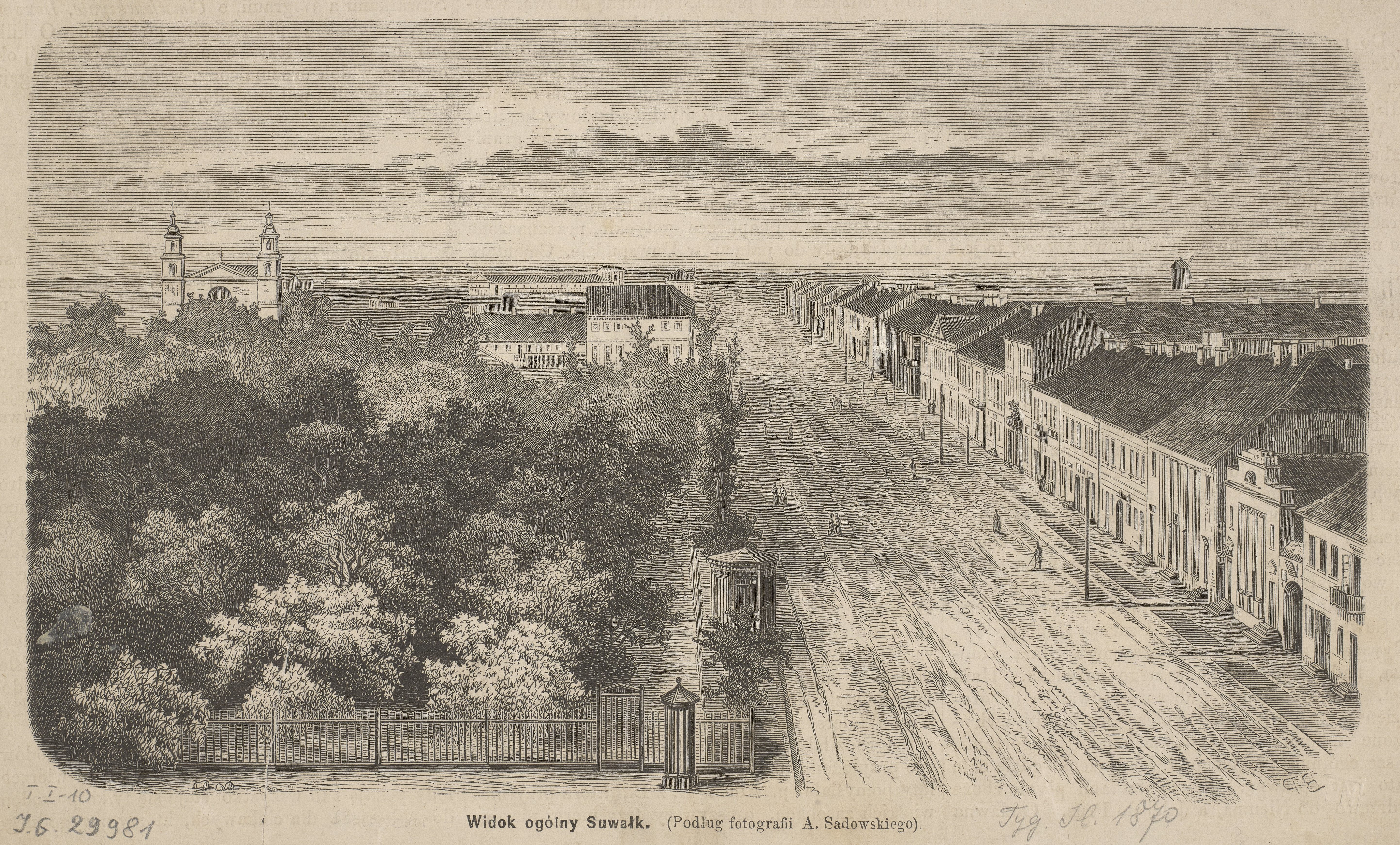
Vista de Suwałki por volta de 1870

- 1710 — os monges camaldulenses obtiveram permissão do rei Augusto II para realizar mercados e feiras em Suwałki;
- 1715 — Suwałki foi proclamada cidade pelos monges camaldulenses;
- 1795 — como resultado da Terceira Partição da Polônia, a cidade foi incorporada ao Reino da Prússia;
- 1807 — Suwałki foi incorporada ao Ducado de Varsóvia;
- 1816 — criada a voivodia de Augustów com sede em Suwałki;
- 1826 — aprovado o plano normativo da cidade, que durante quase 100 anos determinou os rumos e a natureza de suas construções;
- 1827 — número de habitantes — 3 753;

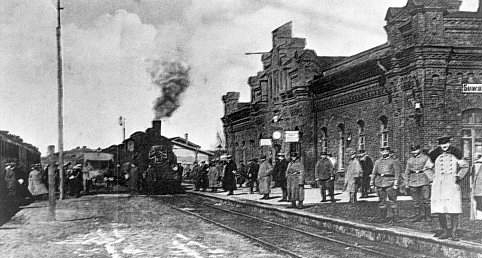
Estação ferroviária de Suwałki, em 1917

- 1866 — Suwałki torna-se a capital da gubernia de Suwałki;
- 1872 — número de habitantes — 19 899, Suwałki é a quarta cidade mais populosa do Reino da Polônia;
- 1919 — em 24 de agosto, o exército polonês entrou em Suwałki — Suwałki nas fronteiras da Segunda República Polonesa;
- 1938 — estavam baseados na cidade: o 41.º Regimento de Infantaria Suwałki Marechal Józef Piłsudski, o 1.º Esquadrão do 29.º Regimento de Artilharia Leve, Brigada de Cavalaria Suwałki, o 2.º Regimento de Lanceiros Grochowski general Józef Dwernicki, o 3.º Regimento de Cavalaria da Masóvia Coronel Jan Kozietulski, o 4.º Esquadrão de Artilharia a Cavalo e o 11.º Esquadrão de Comunicações do SBK;
- 1939 — em 24 de setembro, o Exército Vermelho entrou em Suwałki[5] (naquele dia também entrou em Sejny e Augustów)[6]
- 1939 — em 28 de setembro, a Alemanha e a União Soviética assinaram um pacto de amizade e fronteiras, segundo o qual Suwałki e a parte norte da Floresta Primitiva de Augustów ficaram para os alemães[6]

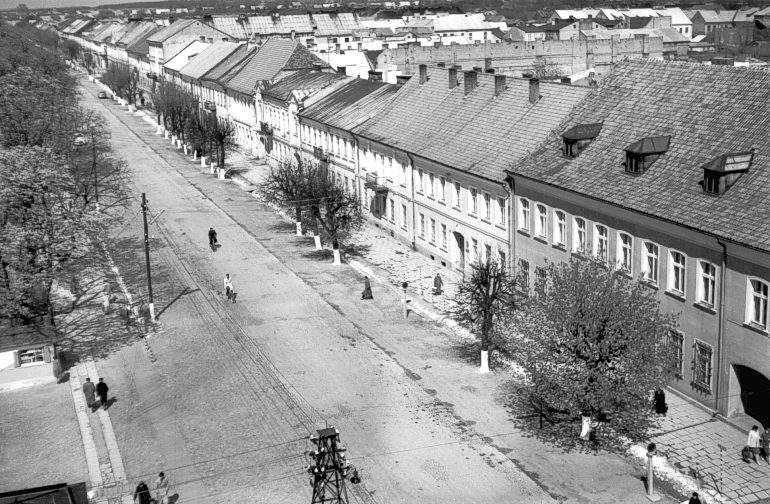
Rua Kościuszko em 1957

- 1939 — em 6 de outubro[5] unidades da Wehrmacht entraram em Suwałki[6]
- 1940 — Suwałki foi incorporada ao Reich alemão sob o novo nome de Sudauen. Os alemães realizaram prisões em massa da intelectualidade local;
- 1940 — deportação da grande população judaica da cidade para guetos maiores e campos de extermínio em Sobibór e Treblinka;
- 1941 — os alemães fundaram o Stalag I F Sudauen, no qual foram mortos dezenas de milhares de prisioneiros de guerra, principalmente russos;
- 1944 — em 23 de outubro, o exército alemão se retirou de Suwałki, as tropas da Terceira Frente Bielorrussa entraram na cidade;
- 1945 — Suwałki é a sede do condado;
- 1975 — Suwałki a capital da voivodia;
- 1999 — como resultado da reforma administrativa, Suwałki perdeu o estatuto de cidade de voivodia, tornando-se uma cidade com direitos de condado na voivodia da Podláquia.

## Geografia

### Localização
A cidade de Suwałki está localizada na parte nordeste da Polônia, perto da fronteira com a Lituânia, da região de Kaliningrado da Federação Russa e da Bielorrússia. Suwałki é a segunda maior cidade da voivodia da Podláquia. As rotas de transporte percorrem a cidade — de Berlim via Varsóvia a São Petersburgo e de Varsóvia a Helsinque (a via de trânsito de alta velocidade Via Báltica e a linha ferroviária Rail Baltica que liga os Países Bálticos à Europa Ocidental).
Suwałki é a maior cidade da região histórica de Suwałki, também está situada na área da antiga Jaćwież (Sudów).
Segundo dados de 31 de dezembro de 2021, a área da cidade era de 65,5 km².

### Geologia

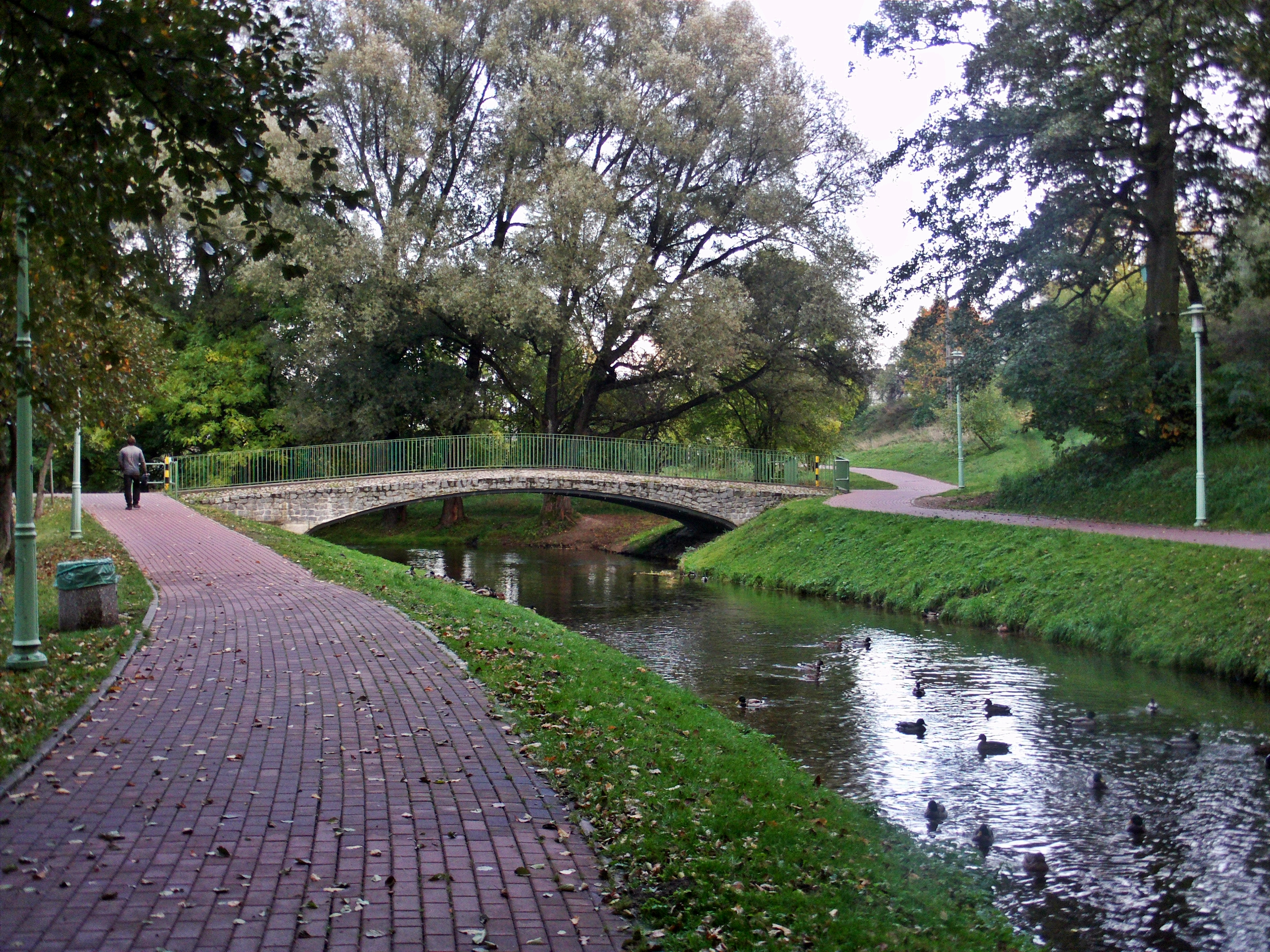
Rio Czarna Hańcza

Suwałki está localizada em áreas ricas em minério de ferro, vanádio, chumbo e titânio raro. Atualmente não exploradas devido à profundidade em que estão localizadas, bem como devido à proteção ambiental e à presença dos “Pulmões Verdes da Polônia”.
Suwałki está situada na Plataforma da Europa Oriental na zona de Elevação Masúria-Suwałki. A fundação cristalina pré-cambriana é construída com granitoides do tipo rapakivi (rochas ígneas profundas), formando o complexo da Masúria. Próximo de Suwałki, as rochas do substrato pré-cambriano ocorrem a uma profundidade de 800 a 900 metros.
As rochas da cobertura sedimentar (Ordoviciano, Siluriano, Triássico, Jurássico, Cretáceo e Terciário) repousam sobre o substrato cristalino pré-cambriano. Formações quaternárias com uma espessura máxima de até 215,3 m (Szwajcaria, parte nordeste de Suwałki) ocorrem na superfície.
Nas imediações de Suwałki, no perfil dos sedimentos do Pleistoceno, foram preservadas argilas de rocha pertencentes a seis glaciações. Entre elas existem sedimentos hidroglaciais (cascalho e areia), sedimentos agrupados (areia, silte e marga), bem como o interglacial Eemiano (turfa, areia, lodo e argilas lacustres).
A área atual da cidade foi moldada como resultado dos processos ocorridos durante a glaciação do Báltico (Vístula) e no Holoceno. O relevo de Suwałki é o resultado da atividade glacial durante a glaciação mais jovem (glaciação Vístula) e da atividade erosiva do rio Czarna Hańcza. A camada de gelo da glaciação do Vístula caiu na região de Suwałki duas vezes: cerca de 67–55 mil anos atrás (período Świecie) e 23–12 mil anos atrás (período Leszno-Pomerânia). A unidade geomorfológica dominante da cidade é a planície arenosa (180 m acima do nível do mar), apenas na parte norte existe um planalto moreno. O vale do rio Czarna Hańcza, com 5 a 10 km de largura. Existem três terraços de erosão e acumulação no vale do Czarna Hańcza:
- terraço I — várzea, mais de 0,5 m acima do nível médio do rio
- terraço II — sobre margem, bancos de areia, 6,5 — 8,5 m acima do nível do rio, grande parte da cidade está localizada neste terraço
- terraço III — bancos de areia, 11 – 19 m acima do nível do rio, neste terraço está localizada a parte norte da cidade (os conjuntos habitacionais Norte I e Norte II)

No leste de Suwałki, entre a rua Pileckiego e a aldeia de Okuniwiec, estão localizadas as colinas de morenas, entre as quais existem pântanos e zonas úmidas nas depressões.  O relevo natural é sujeito a devastação significativa nas áreas de exploração dos depósitos minerais: Sobolewo, Krzywólka e Potasznia.

### Clima
Em comparação com outras regiões da Polônia, a cidade sente com relativa frequência a influência das massas de ar árticas e continentais. É devido às influências do Ártico que esta região é considerada uma das áreas mais frias (além das montanhas) da Polônia, e o “Polo Frio Polonês” está localizado perto da cidade de Wiżajny.
Os invernos aqui são geralmente longos e gelados (até duas vezes mais longos do que no oeste da Polônia), e a primavera chega tarde (embora nem sempre). Os verões são geralmente relativamente curtos, mas quentes, abafados e secos (se houver chuva, é torrencial ou acompanhando apenas trovoadas passageiras). É por isso que a última data de floração das macieiras na Polônia é registrada aqui, juntamente com a estação de crescimento das plantas, causada pelo microclima local. No entanto, o clima permite até que as videiras sejam cultivadas com sucesso. Atualmente, a temperatura no inverno cai para cerca de -24 graus Celsius. Geadas fortes foram registradas aqui no passado.
Com base na classificação climática de Köppen e Geiger, este clima é classificado como “Dfb”. A temperatura média anual em Suwałki é 7.6 °C. Cerca de 699 mm de precipitação ocorrem anualmente.
| Dados climatológicos para Suwałki | Dados climatológicos para Suwałki | Dados climatológicos para Suwałki | Dados climatológicos para Suwałki | Dados climatológicos para Suwałki | Dados climatológicos para Suwałki | Dados climatológicos para Suwałki | Dados climatológicos para Suwałki | Dados climatológicos para Suwałki | Dados climatológicos para Suwałki | Dados climatológicos para Suwałki | Dados climatológicos para Suwałki | Dados climatológicos para Suwałki | Dados climatológicos para Suwałki |
| Mês                               | Jan                               | Fev                               | Mar                               | Abr                               | Mai                               | Jun                               | Jul                               | Ago                               | Set                               | Out                               | Nov                               | Dez                               | Ano                               |
| --------------------------------- | --------------------------------- | --------------------------------- | --------------------------------- | --------------------------------- | --------------------------------- | --------------------------------- | --------------------------------- | --------------------------------- | --------------------------------- | --------------------------------- | --------------------------------- | --------------------------------- | --------------------------------- |
| Temperatura máxima média (°C)     | −1,9                              | 0,5                               | 4,6                               | 11,9                              | 17,2                              | 20,3                              | 22,5                              | 21,8                              | 16,8                              | 10,4                              | 5,0                               | 0,8                               | 11,0                              |
| Temperatura média (°C)            | −3,9                              | −2,9                              | 1,0                               | 7,5                               | 13,0                              | 16,4                              | 18,8                              | 18,0                              | 13,4                              | 7,6                               | 3,2                               | −0,9                              | 7,6                               |
| Temperatura mínima média (°C)     | −6,1                              | −5,6                              | −2,6                              | 2,7                               | 8,0                               | 11,7                              | 14,5                              | 14,0                              | 10,0                              | 5,0                               | 1,3                               | −2,7                              | 4,2                               |
| Precipitação (mm)                 | 49                                | 43                                | 45                                | 47                                | 61                                | 76                                | 87                                | 77                                | 62                                | 54                                | 47                                | 51                                | 699                               |
| Dias com precipitação             | 9                                 | 8                                 | 8                                 | 7                                 | 9                                 | 9                                 | 10                                | 9                                 | 8                                 | 8                                 | 8                                 | 9                                 | 102                               |
| Umidade relativa (%)              | 87                                | 86                                | 79                                | 69                                | 68                                | 69                                | 73                                | 72                                | 77                                | 82                                | 88                                | 87                                | 78,1                              |
| Fonte: 2023-07-05                 |                                   |                                   |                                   |                                   |                                   |                                   |                                   |                                   |                                   |                                   |                                   |                                   |                                   |

## Demografia
População de Suwałki ao longo dos anos
Conforme os dados do Escritório Central de Estatística da Polônia (GUS) de 31 de dezembro de 2024, Suwałki é uma cidade pequena com uma população de 68 035 habitantes (2.º lugar na voivodia da Podláquia e 50.º na Polônia), tem uma área de 65,5 km² (3.º lugar na voivodia da Podláquia e 68.º lugar na Polônia) e uma densidade populacional de 1 039 hab./km² (9.º lugar na voivodia da Podláquia e 289.º lugar na Polônia). Nos anos 2002–2024, o número de habitantes diminuiu 1,4%.
Os habitantes de Suwałki constituem cerca de 5,99% da população da voivodia da Podláquia.
| Descrição                         | Total      | Total    | Mulheres   | Mulheres | Homens     | Homens   |
| --------------------------------- | ---------- | -------- | ---------- | -------- | ---------- | -------- |
| unidade                           | habitantes | %        | habitantes | %        | habitantes | %        |
| população                         | 68 035     | 100      | 35 551     | 52,3     | 32 484     | 47,7     |
| superfície                        | 65,5 km²   | 65,5 km² | 65,5 km²   | 65,5 km² | 65,5 km²   | 65,5 km² |
| densidade populacional (hab./km²) | 1 039      | 1 039    | 543,4      | 543,4    | 495,6      | 495,6    |

## Taxa de desemprego

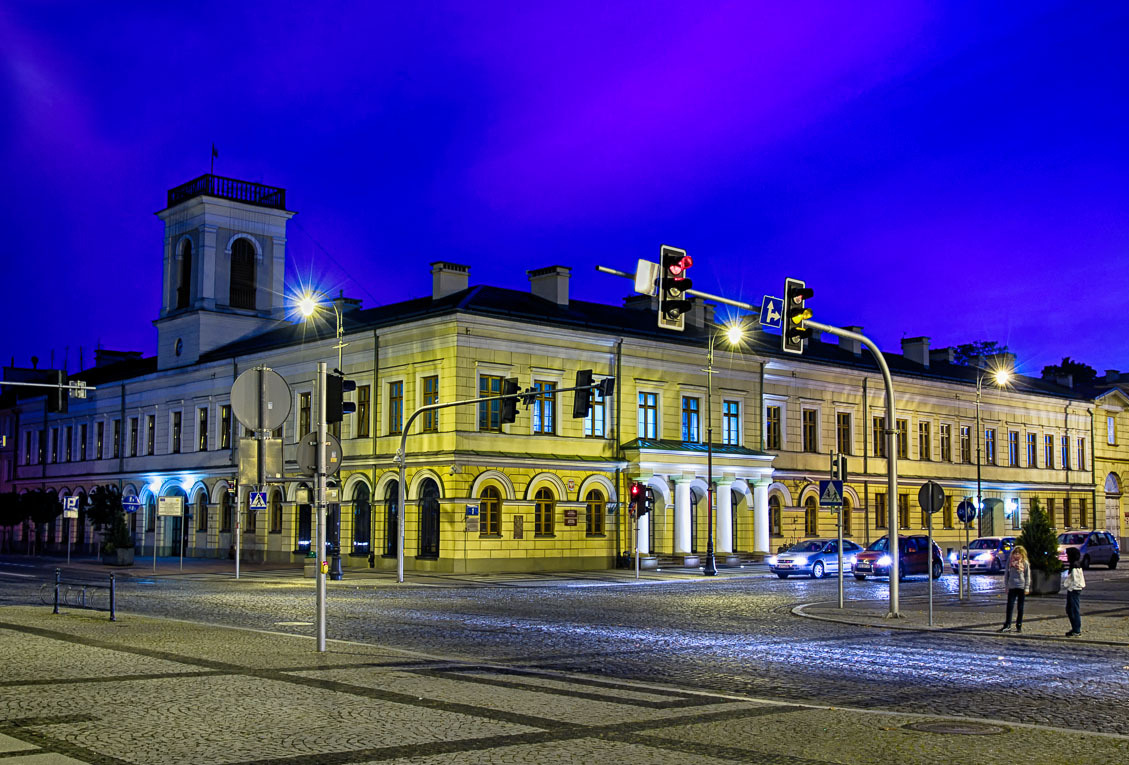
Prefeitura municipal

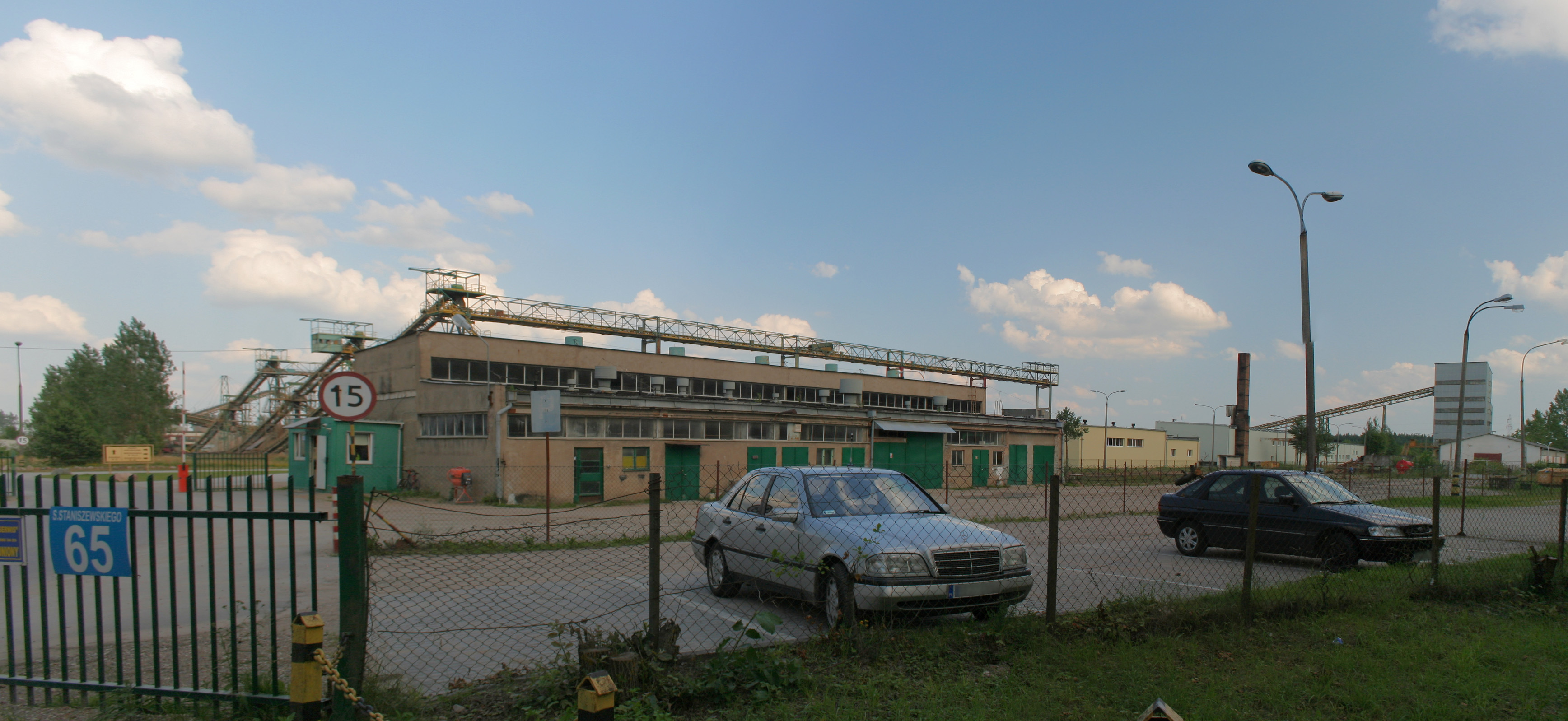
Edifícios da Mina de Recursos Minerais

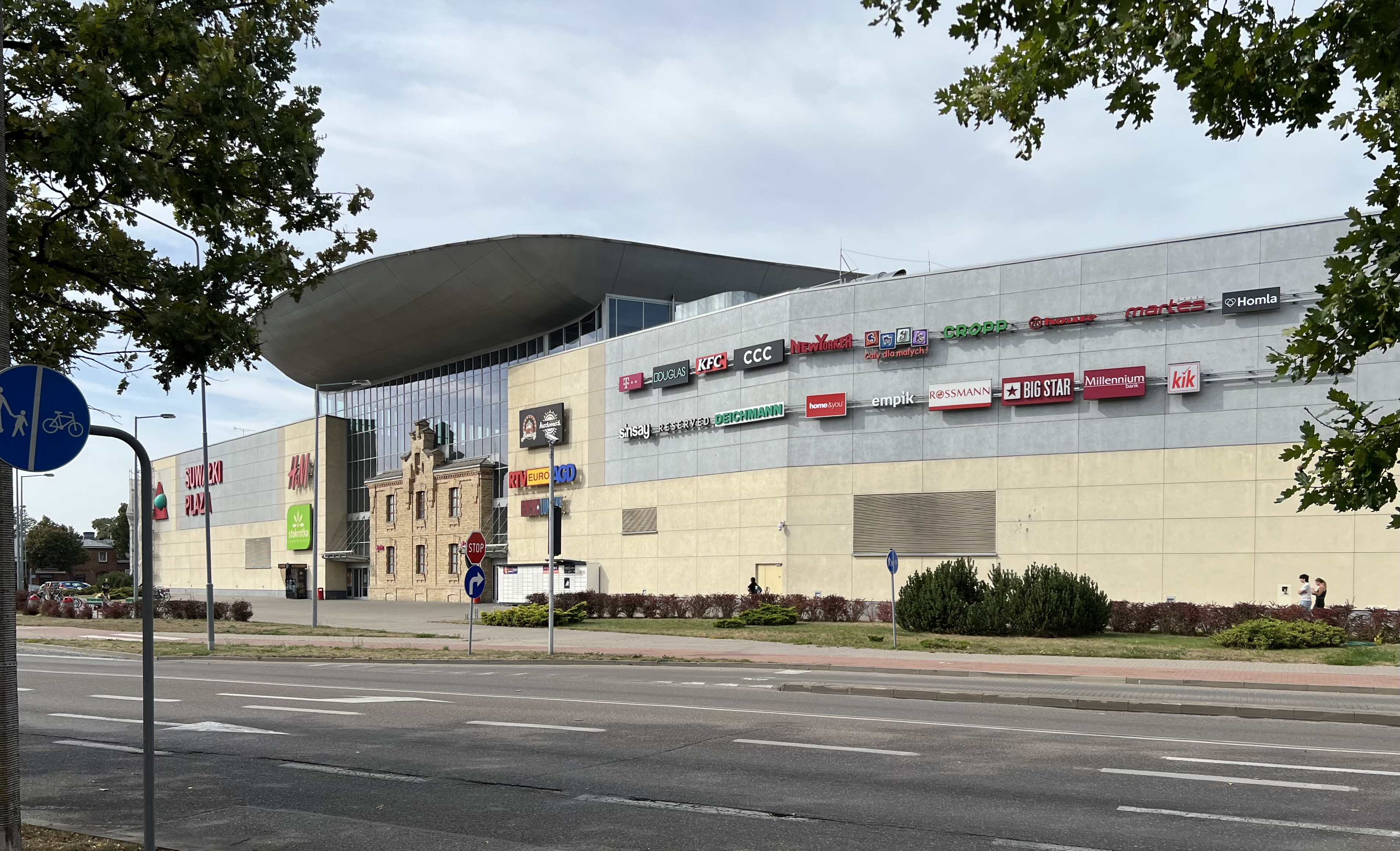
Centro comercial Plaza em Suwałki

O desemprego registrado em Suwałki foi de 5,6% em 2024 (5,6% entre mulheres e 5,6% entre homens). Isso é significativamente menor do que a taxa de desemprego registrada para a voivodia da Podláquia e significativamente menor do que a taxa de desemprego registrada para toda a Polônia.

## Divisão administrativa
Suwałki é dividida em vários conjuntos habitacionais com autonomia muito limitada. Cada um deles tem seu próprio nome, governo local e autoridades. A diferença no número de habitantes e na área ocupada dos conjuntos habitacionais individuais é grande, pois a divisão em funcionamento atualmente está fortemente relacionada à história da cidade e geografia.

## Economia
Suwałki é o centro da indústria madeireira, materiais de construção e alimentos.

### Instituições relacionadas a negócios
- Parque de Ciência e Tecnologia Polônia-Leste em Suwałki Sp. z o.o.
- Associação de Governos Locais Poloneses da Eurorregião “Niemen”
- Zona Econômica Especial de Suwałki S.A.
- Fundação para o Desenvolvimento do Empreendedorismo em Suwałki
- Agência de Desenvolvimento Regional “Ares” S.A.
- Centro de Inovação Suwałki — Conselho da Federação de Associações Científicas e Técnicas NOT
- Câmara de Agricultura e Turismo de Suwałki

### Comércio
A maioria dos pontos de serviço estão localizados ao longo das ruas Kościuszki, Noniewicza e Pasaż Grande-Synthe. Existem dois mercados na cidade: na rua 1 Maja e na rua Bakalarzewska. A primeira loja de grande área em Suwałki foi a TIP, transformada na Biedronka, que ainda hoje funciona. Nos anos 90, a mais famosa loja 24 horas, 7 dias por semana, “Eden” também foi inaugurada. No centro da cidade existem pequenos centros comerciais: DH Wigry, Pasaż Handlowy Arkadia e DH Alfa, Lidl, bem como o maior centro comercial da zona — Suwałki Plaza. Outras instalações comerciais maiores são, por exemplo, Obi, Kaufland.

## Transportes

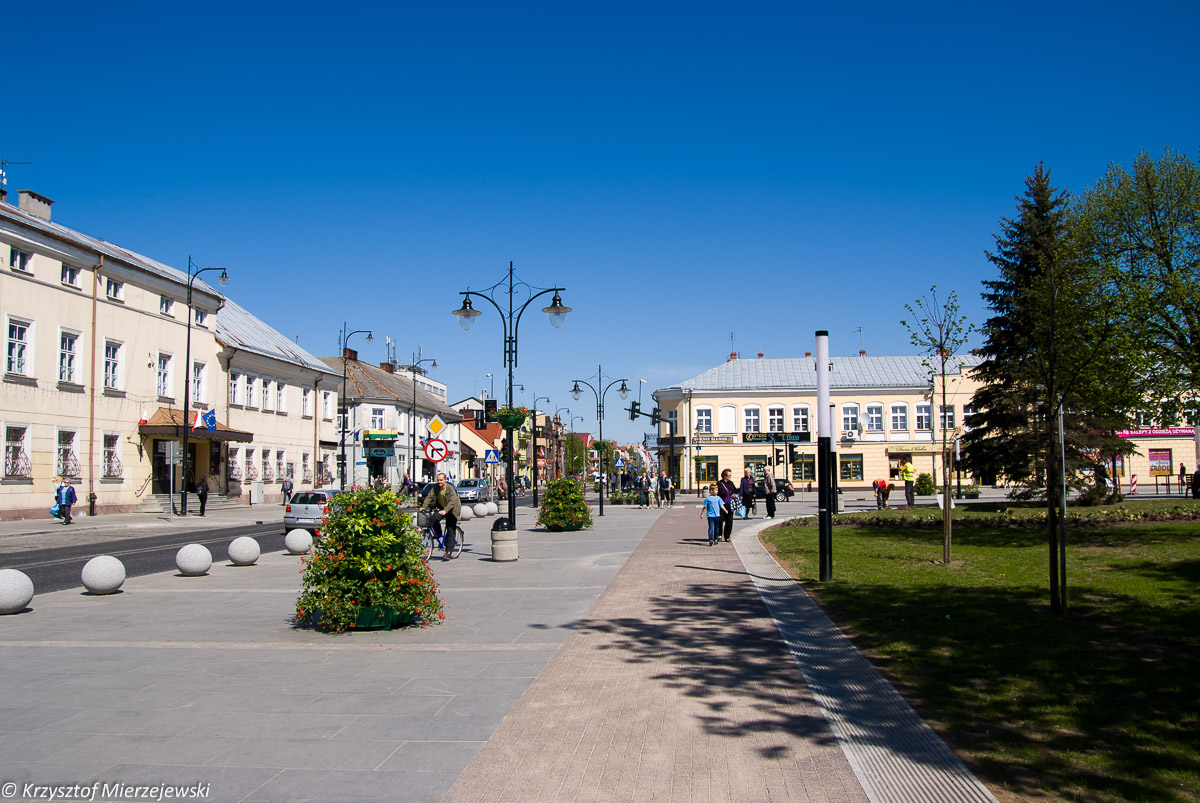
Rua Teofil Noniewicz

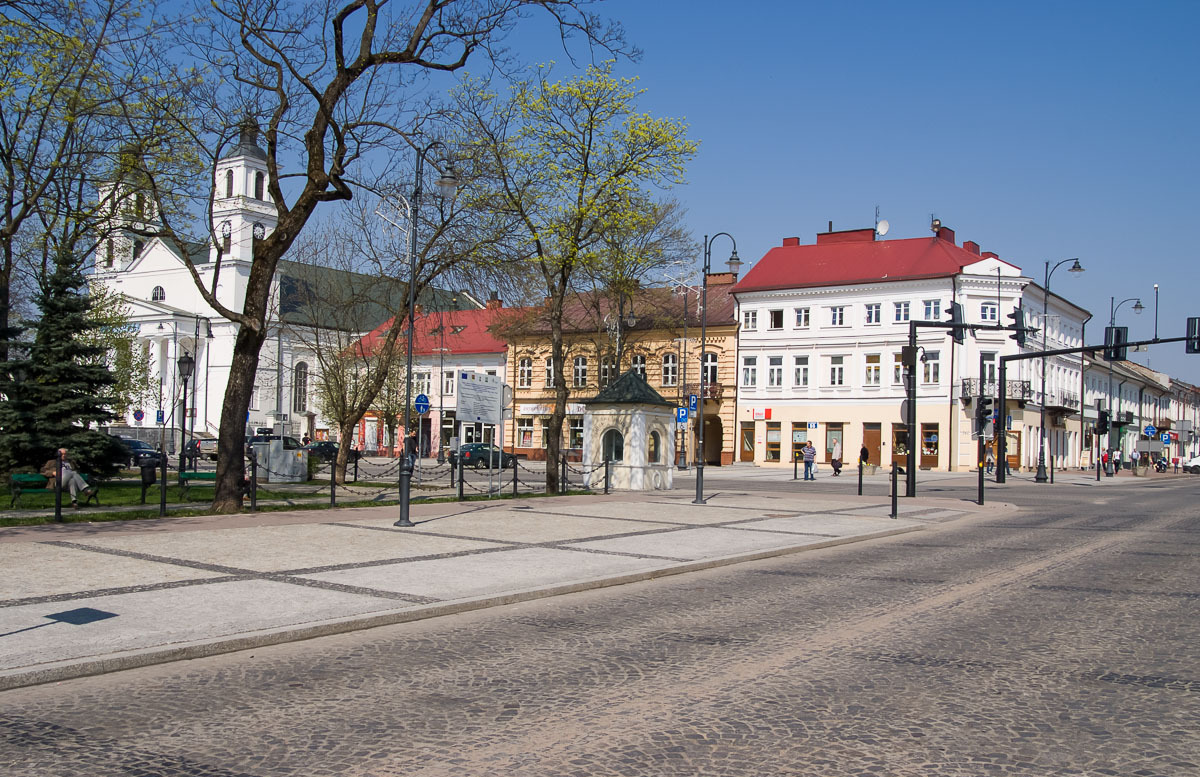
Rua Tadeusz Kościuszko

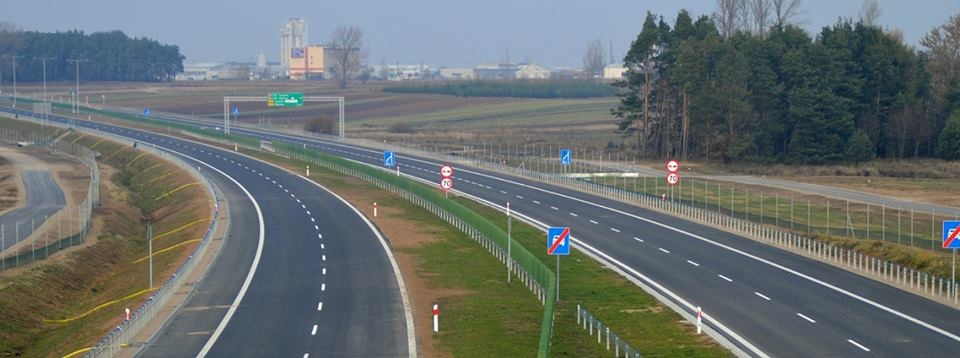
Via expressa S61 perto de Suwałki (junção Suwałki-Południe)

### Transporte rodoviário
Suwałki está situada na estrada internacional para a Lituânia chamada “Via Báltica”, via Budzisko. A cidade é contornada pelo desvio construído ao longo da via expressa n.º 61 e no final da estrada nacional n.º 8. Têm ligações rodoviárias com todas as localidades vizinhas. Há uma estação de ônibus na cidade. Os meios de transporte público são principalmente ônibus da Zakład Komunikacji Miejskiej (ZKM) e táxis.

#### Trânsito
Suwałki é uma importante cidade de trânsito. Sem o anel viário, mais de 8 mil caminhões por dia passavam pela cidade, pondo em risco a saúde e a segurança de seus habitantes. Suwałki é cruzada por:
- Via expressa S61 (E67) Suwałki — Budzisko;
- Estrada provincial n.º 652;
- Estrada provincial n.º 653;
- Estrada provincial n.º 655.

#### Anel viário de Suwałki
O anel viário faz parte da rota internacional Via Báltica em construção. Houve muitos protestos visando acelerar a construção do desvio de Suwałki. Após mais de 30 anos de planejamento, sua construção começou no início de 2017, inaugurada oficialmente em 13 de abril de 2019. A estrada foi construída como padrão de via expressa com superfície de concreto com carga admissível de 115 kN/eixo.

#### Transporte de ônibus
O transporte de ônibus em e nos arredores de Suwałki é fornecido pela PKS em Suwałki S.A. A cidade tem conexões diretas de ônibus com Poznań, Breslávia, Varsóvia, Białystok, Olsztyn, Gdańsk, Ełk, Cracóvia, Lublin, Łomża, Giżycko, Olecko, Augustów, Gołdap, Grajewo, Sejny e outras. Varsóvia e Bialystok também são servidas por uma empresa privada, Kari-Bus. Em Suwałki você também pode encontrar ônibus: empresas PKS Białystok, PKS Łomża, PKS Varsóvia, PKS Olsztyn, PKS Gdańsk, PKS Mrągowo, PKS Pisz e Veolia Kętrzyn.

##### Transporte público
Suwałki tem cerca de 325 km de linhas de ônibus, nas quais circulam 34 ônibus. O principal centro de transporte era o Parque Maria Konopnicka. Sua função foi assumida pelo terminal na rua 1-go Maja. Há 223 paradas no total. A PGK opera atualmente 18 linhas de ônibus, todas operando das 4h10 às 23h00. Linhas adicionais são abertas em várias ocasiões, por exemplo, feriados. Anualmente, transporta cerca de 3 938 passageiros.

### Transporte ferroviário

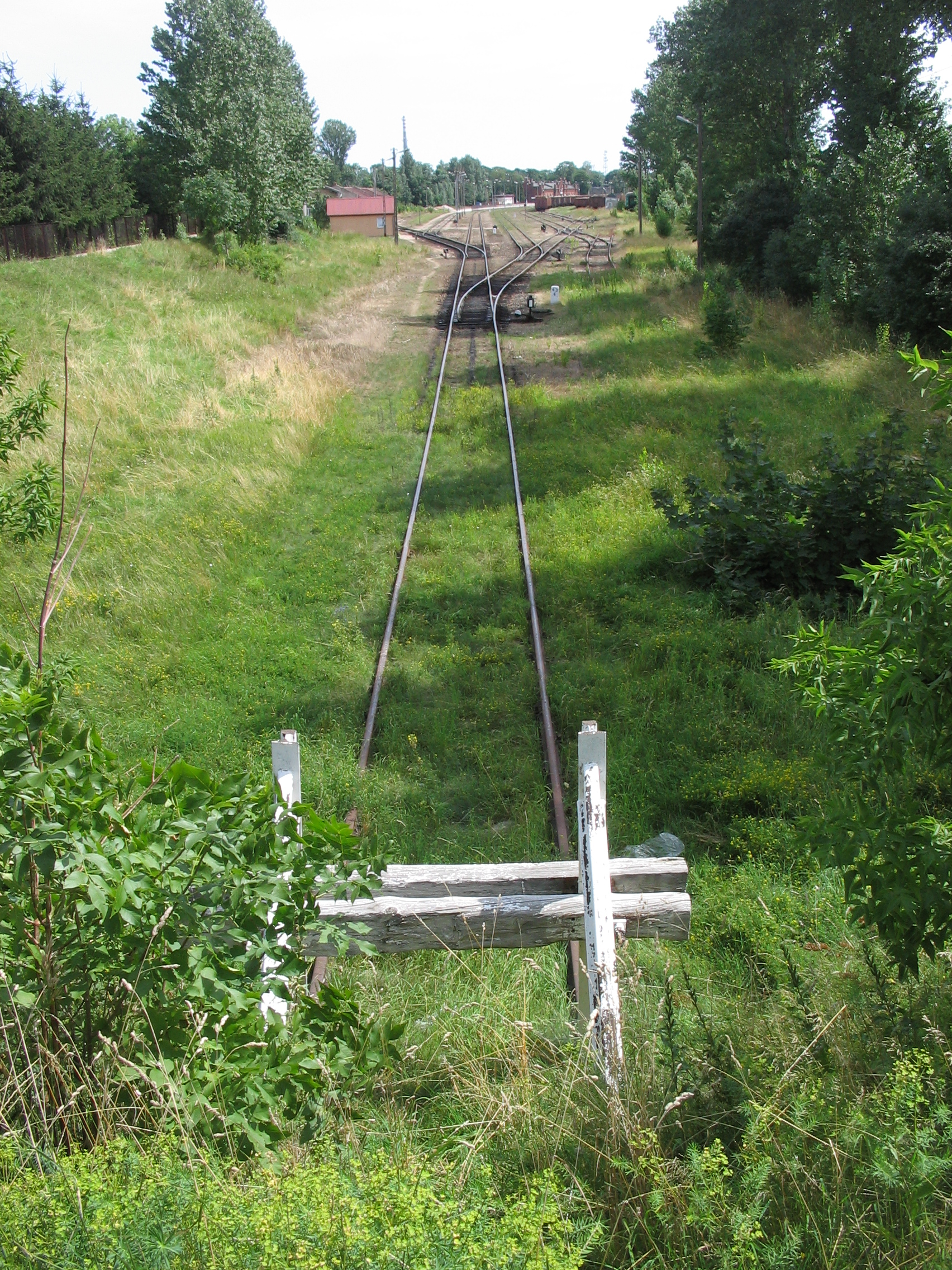
Final da via na estação de Suwałki

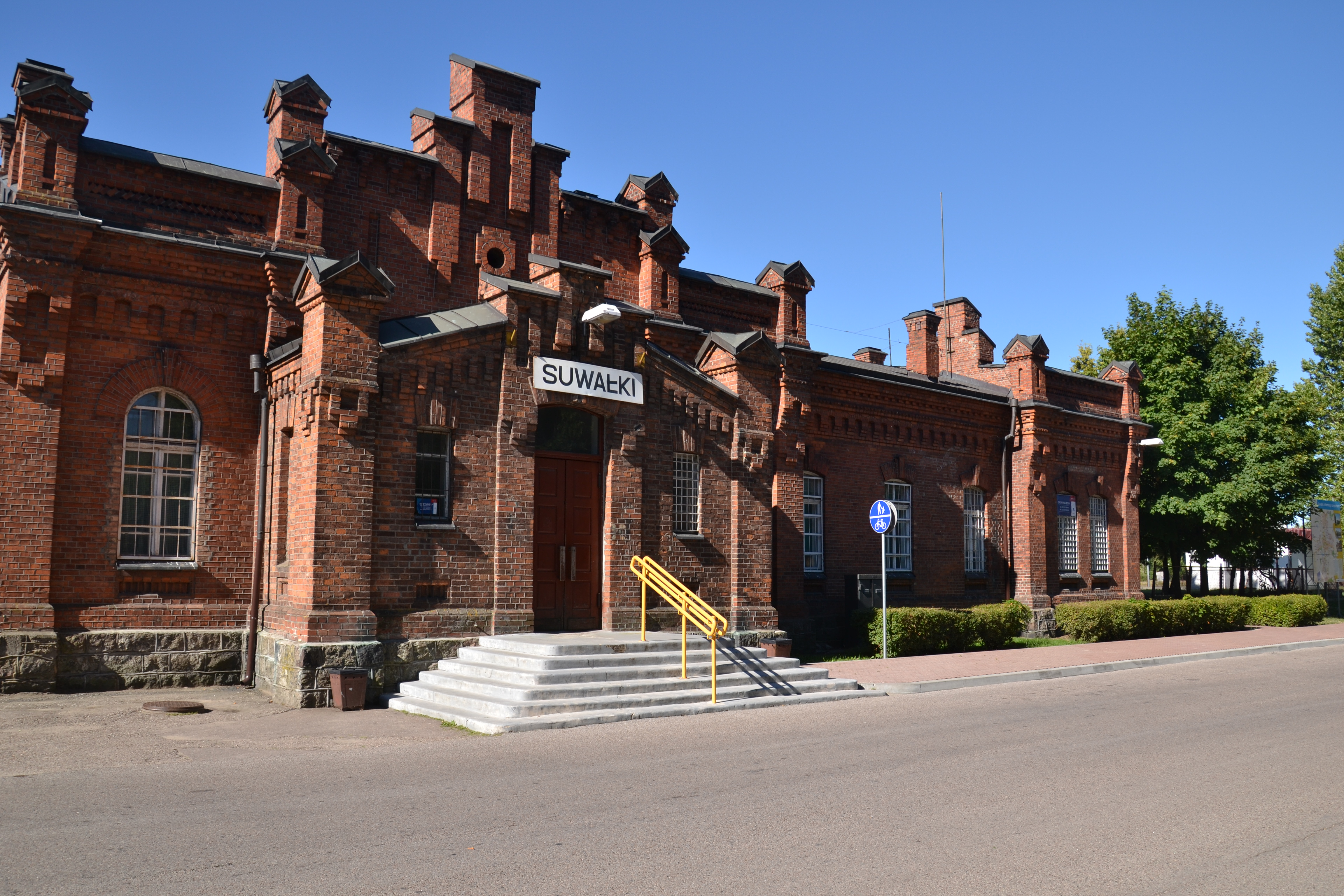
Estação ferroviária em Suwałki

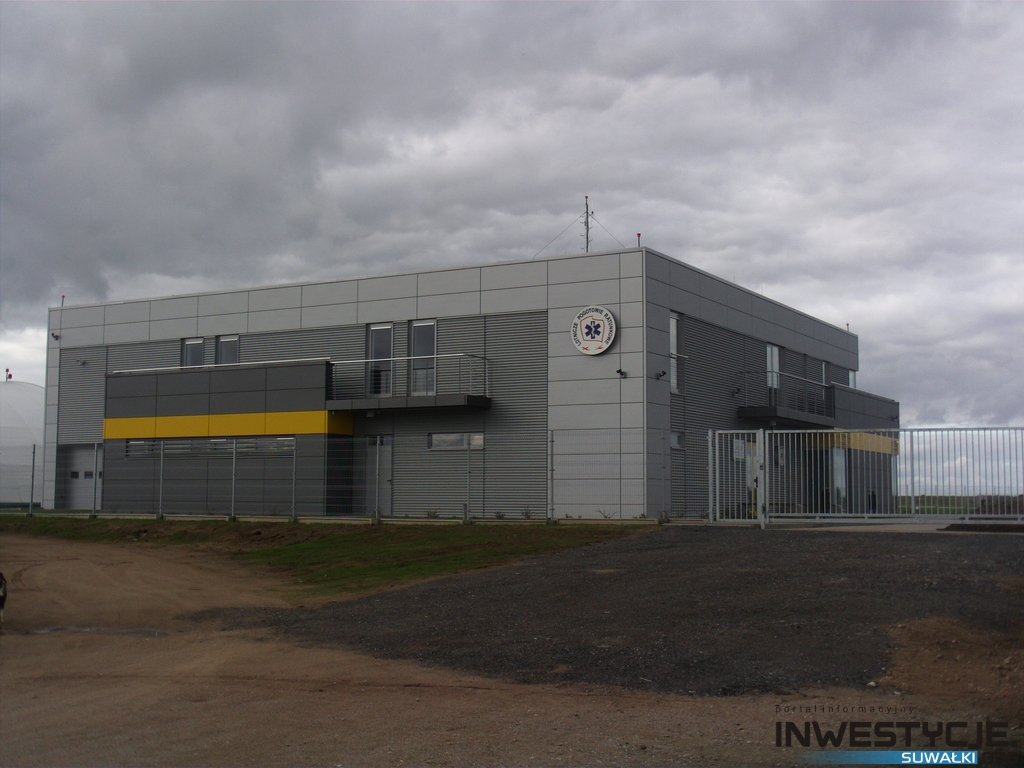
Base de Serviço de Ambulância Aérea em 2012

As linhas ferroviárias de Sokółka, Olecko e Kaunas se cruzam na cidade. Há uma estação ferroviária histórica dos tempos czaristas na cidade. A linha ferroviária internacional Rail Baltica passará pela estação.
De Suwałki, há um trem diário, IC Hańcza para Cracóvia via Białystok, Varsóvia, Radom e Kielce, e IC Podlasiak para Świnoujście via Białystok, Varsóvia, Poznań e Szczecin e para Mockava, onde é possível trocar para um trem LTG Link em direção a Kaunas e Vilnius. Um ônibus ferroviário parte para Białyystok quatro vezes por dia (comumente chamado de ônibus ferroviário). Há planos para reintroduzir trajetos para Ełk via Olecko e duas novas conexões na Lituânia (uma como uma extensão do trem IC Podlasiak para Mockava e a outra entre Suwałki e Mockava como IC Jaćwing).

### Transporte aéreo
Existe um aeroporto em Suwałki com uma área de 110 ha, utilizado para fins desportivos pela Escola de Aviação de Suwałki, bem como pelo Serviço de Resgate Aéreo. Com base no aeródromo de grama existente, está prevista a construção de um aeroporto local com uma pista de concreto de 1320 m de comprimento, adaptada às necessidades do transporte aéreo.
Em 2014, na rua Szpitalna um heliponto sanitário foi encomendado.

## Arquitetura

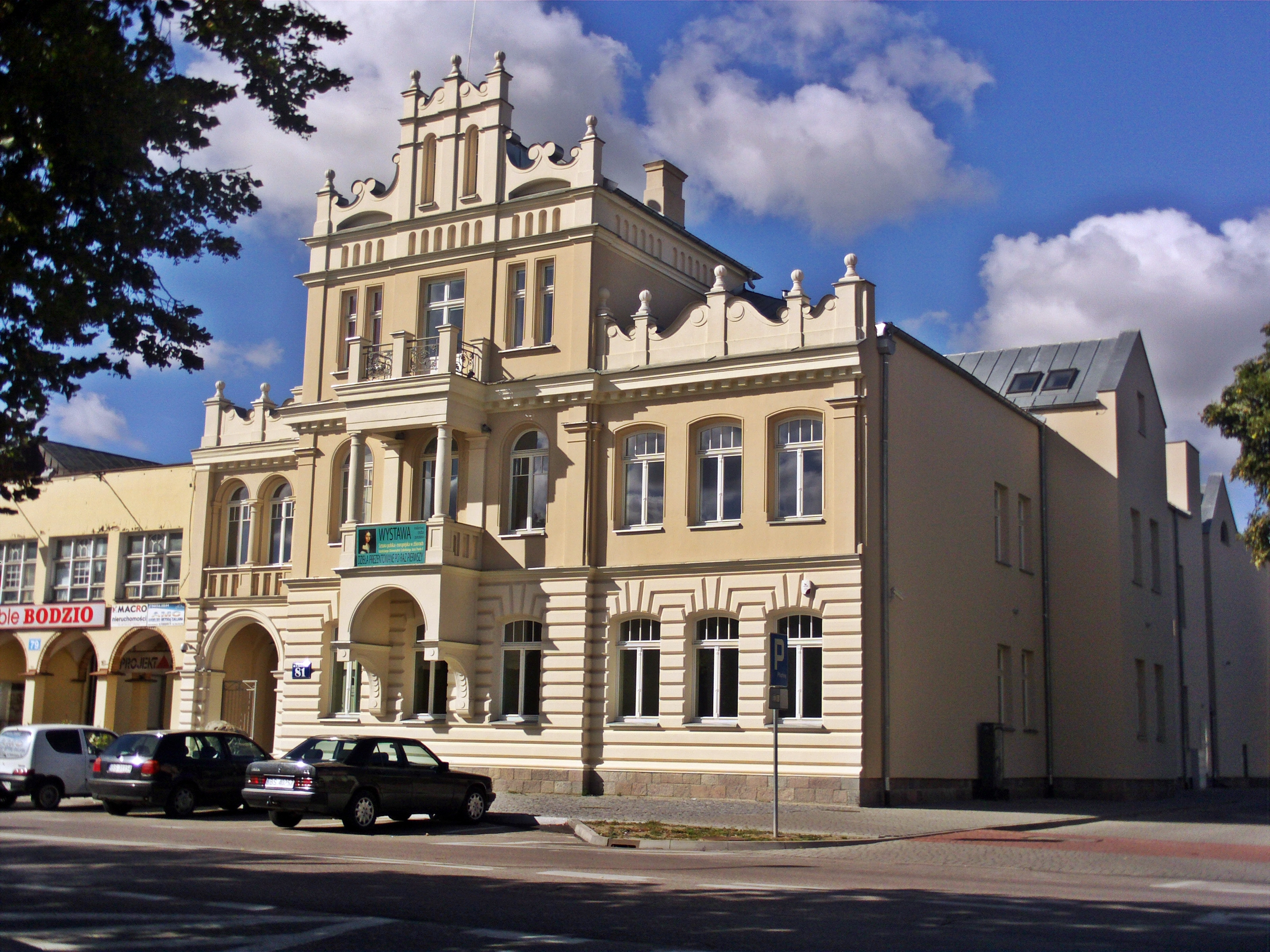
Museu Distrital

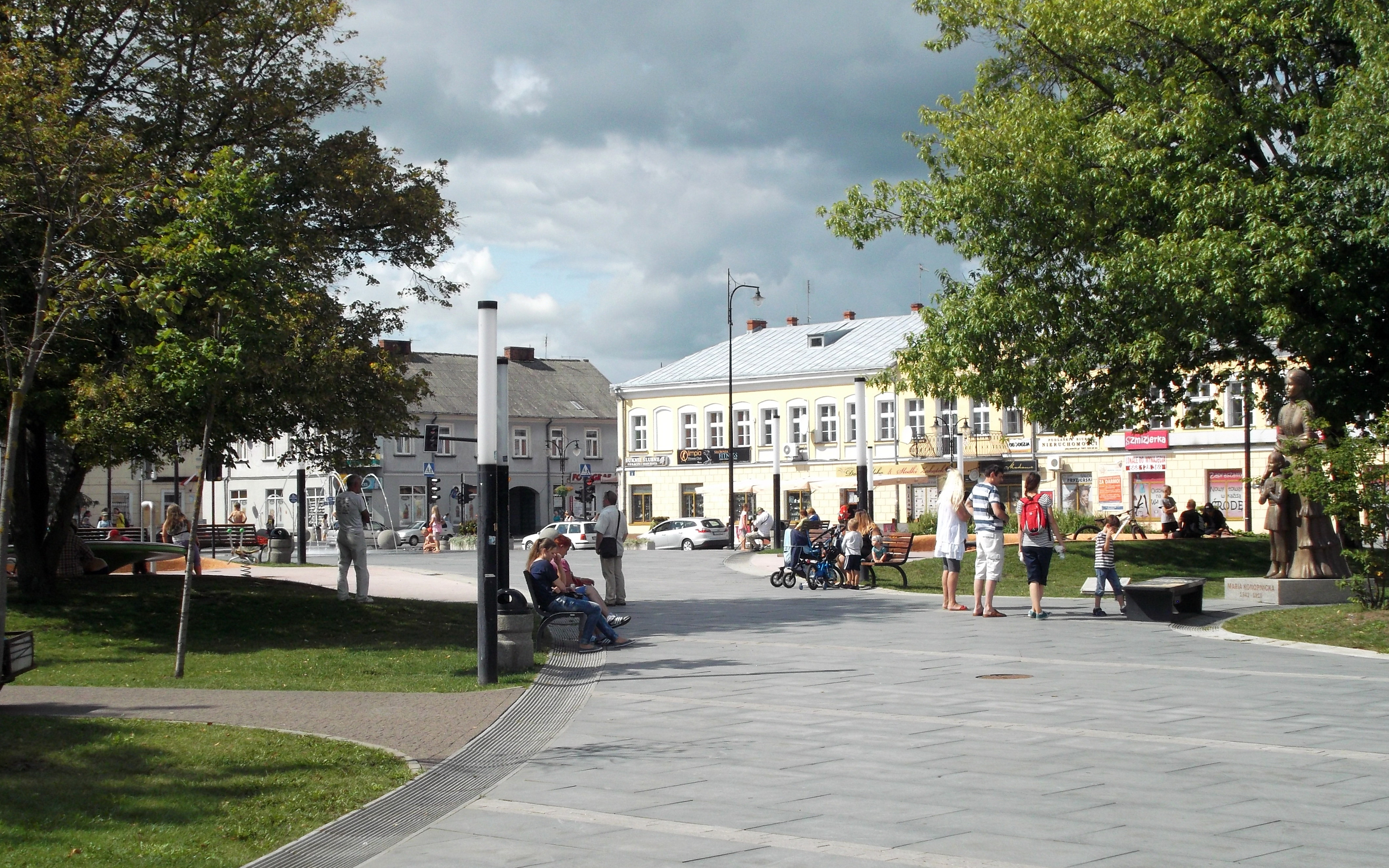
Praça Maria Konopnicka com a estátua da poetisa

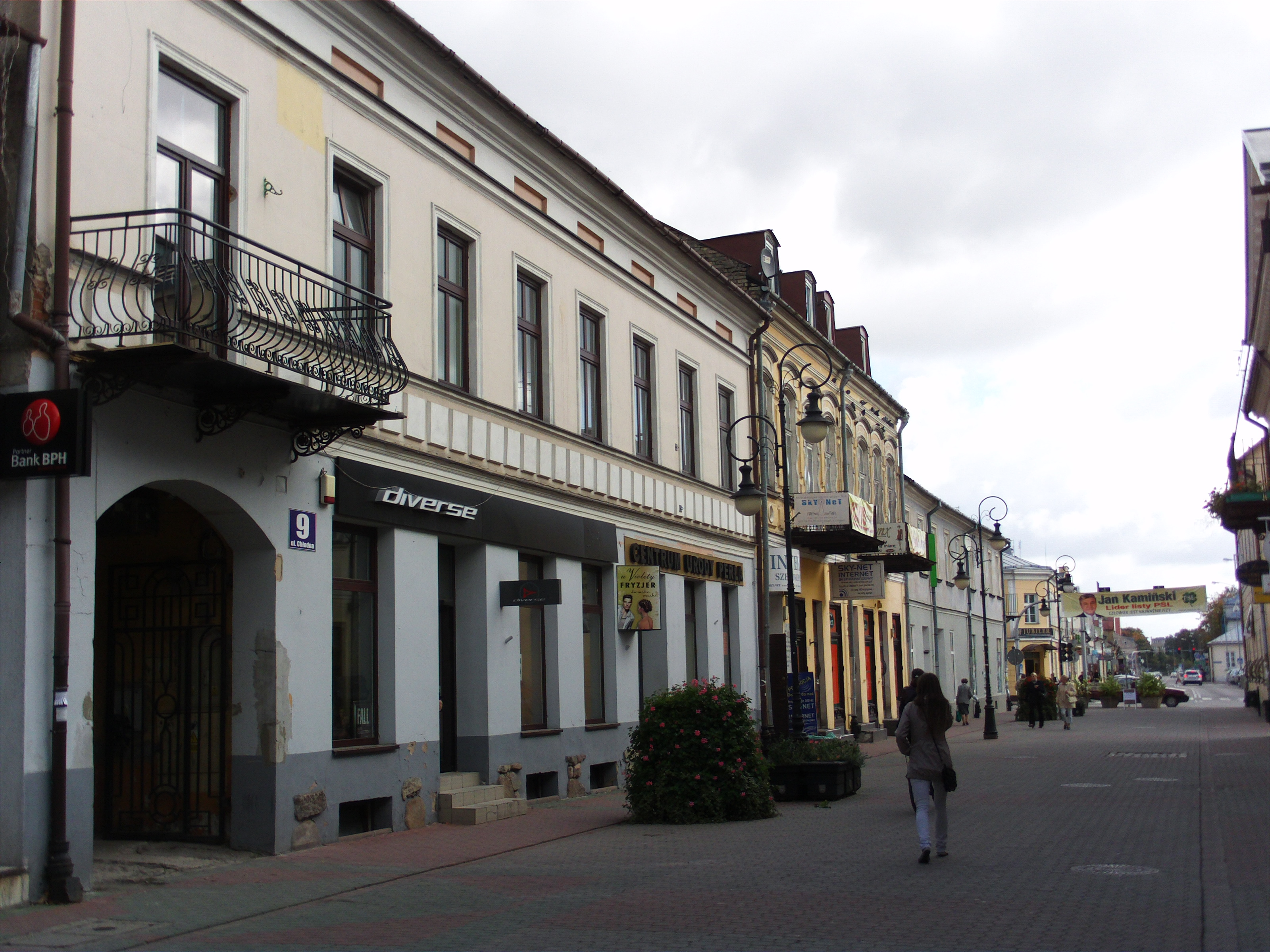
Rua Chłodna

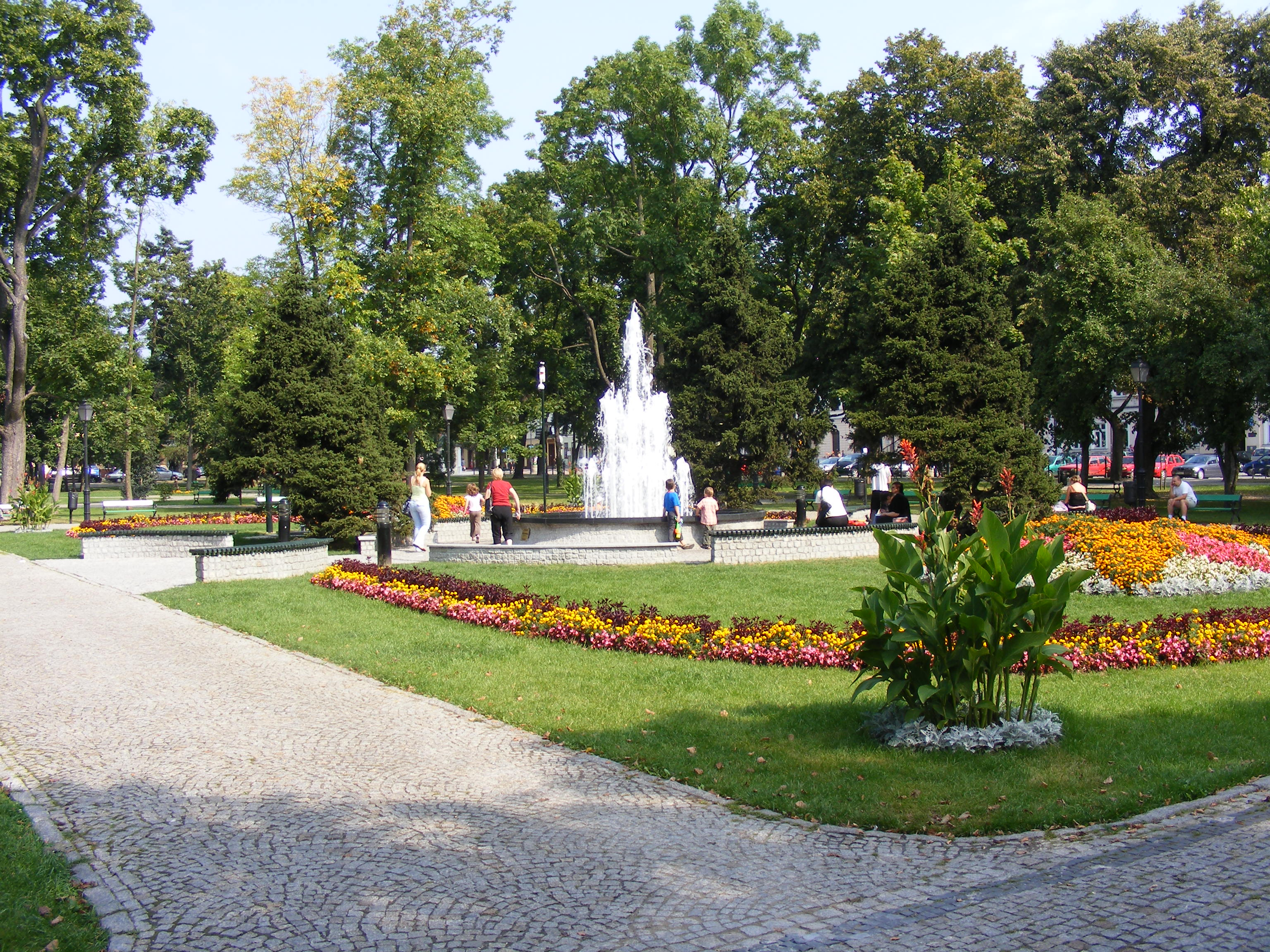
Parque Konstytucji 3 Maja

- Rua Kościuszko com construções classicistas
- Parque Konstytucji 3 Maja, decorado em estilo inglês (o carvalho da liberdade, relógio de sol)
- Cocatedral de Santo Alexandre
- Igreja de São Pedro e São Paulo
- Igreja da Santíssima Trindade, evangélica-Augsburgo
- Igreja do Sagrado Coração de Jesus
- Igreja ortodoxa de Todos os Santos
- Museu distrital
- Antiga prefeitura (agora o edifício do Gabinete Municipal em Suwałki)
- Edifícios residenciais e casas históricas, entre elas:
  - Casa onde Maria Konopnicka nasceu e viveu, agora um museu
  - Edifício onde morou o pintor Alfred Kowalski
- Antigo ginásio masculino (atualmente colégio n.º 1 Maria Konopnicka)
- Complexo Escolar n.º 8
- Complexo de quartéis ao redor da parte antiga da cidade
- Molena (casa de orações)
- Complexo de cemitérios na rua Zarzecze
  - Cemitério paroquial católico romano em Suwałki
  - ortodoxo
  - protestante
  - judaico
  - muçulmano
- Estação ferroviária
- Estátua de Maria Konopnicka
- Cervejaria do século XIX
- Cemitério de prisioneiros de guerra soviéticos
- Monumento do Papa João Paulo II, inaugurado em 16 de outubro de 2007.[18]

Até 1956, havia uma Grande Sinagoga classicista na cidade.
A rua Chłodna é o passeio de Suwałki.

### Vegetação municipal

#### Parques
- Parque Konstytucji 3 Maja

### Praças
- Praça Maria Konopnicka[19]
- Praça Konstytucji 3 maja[20]

## Educação

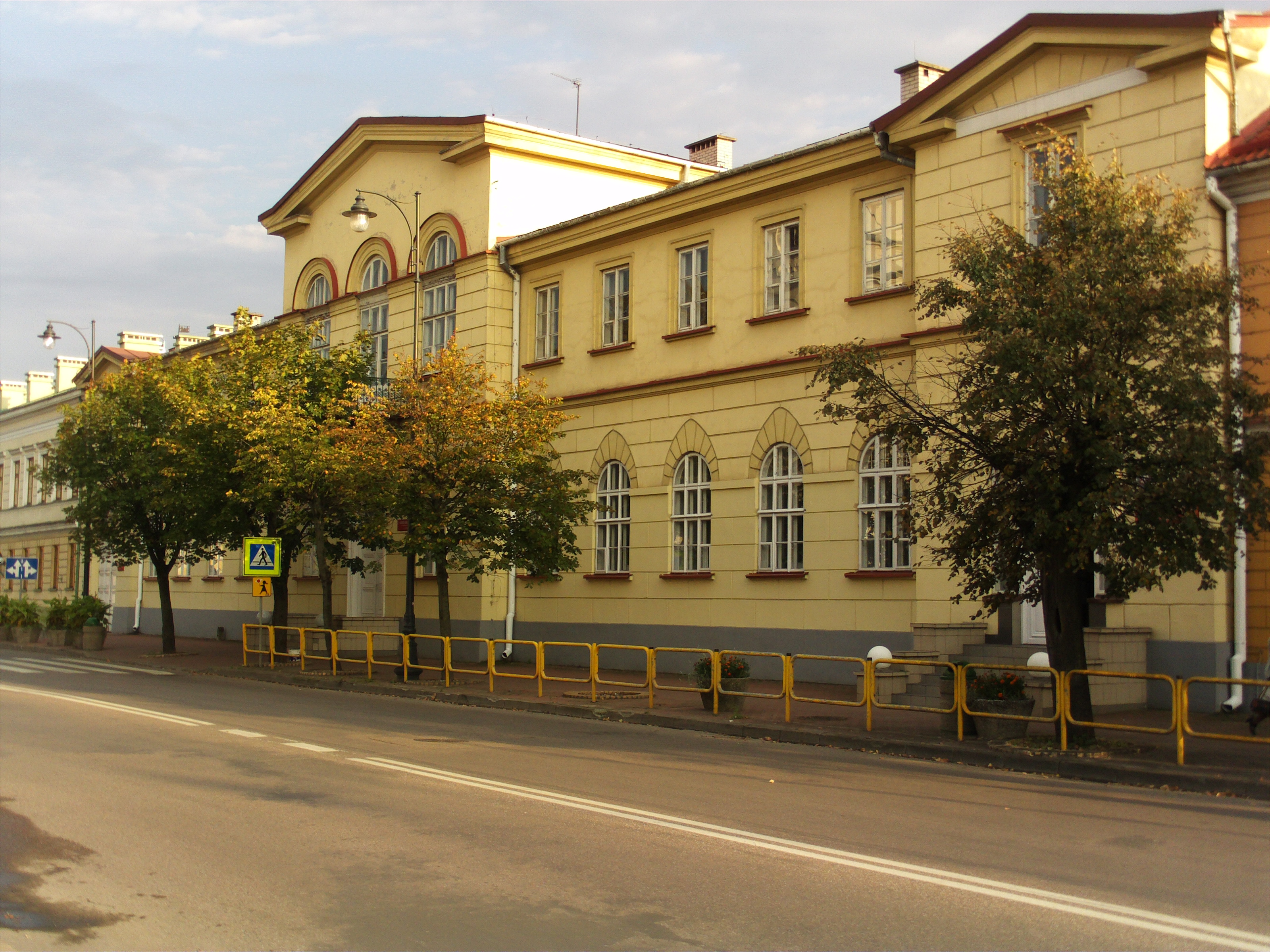
Escola Secundária I Maria Konopnicka

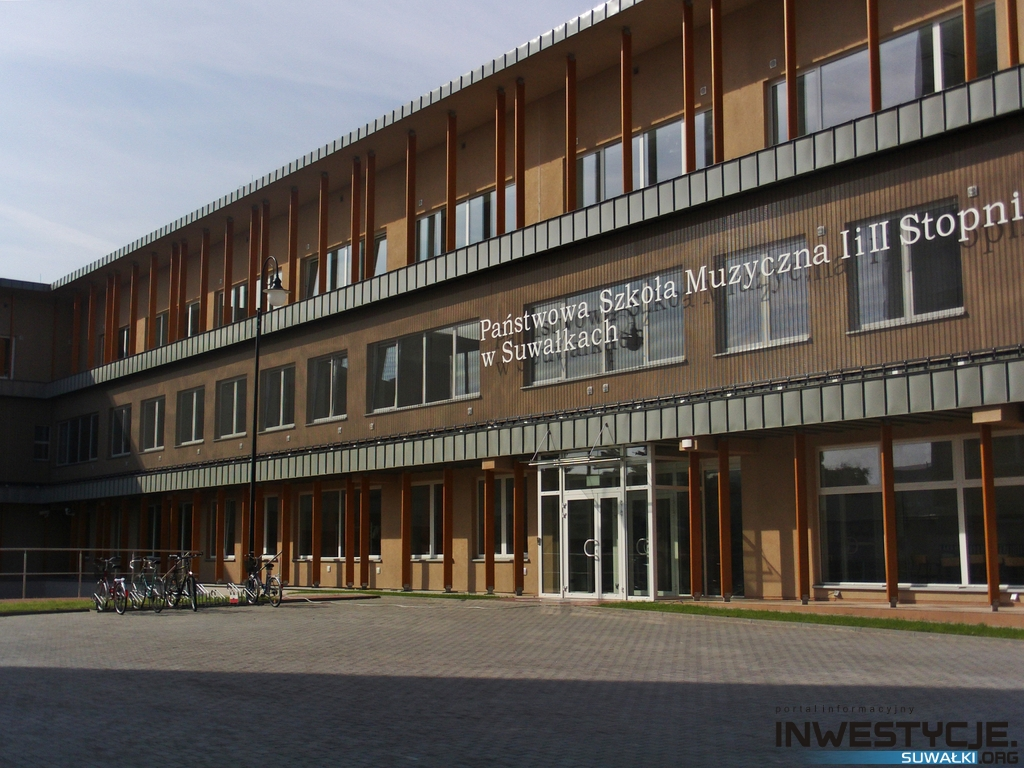
Escola estatal primária e secundária de música

Em Suwałki, 16 004 habitantes estão na idade de educação potencial (3−24 anos) (incluindo 7 843 mulheres e 8 161 homens). Conforme o Censo Nacional de 2021, 26,4% da população possui ensino superior, 4,1% ensino pós-secundário, 12,7% ensino médio geral e 21,8% ensino médio profissional. 15,6% dos residentes de Suwałki têm educação vocacional básica, 3,5% têm educação secundária inferior e 12,3% concluíram a educação primária. 3,5% da população terminou sua educação antes de terminar o ensino fundamental. Em comparação com toda a voivodia da Podláquia, os habitantes de Suwałki têm um nível de educação ligeiramente superior. Entre as mulheres que vivem em Suwałki, a maior porcentagem possui ensino superior (30,9%) e educação profissional secundária (19,3%). Os homens têm mais frequência no ensino secundário profissionalizante (24,7%) e ensino superior (21,5%).
Em 2021, havia 31 jardins de infância em Suwałki, com 2 635 crianças frequentando 142 turmas (1 290 meninas e 1 345 meninos) estava disponível 0 lugares. Para efeito de comparação, em 2008 havia 9 jardins de infância em Suwałki, com 1 567 crianças frequentando 60 turmas (754 meninas e 813 meninos). Foram disponibilizadas 1 267 vagas.
19,0% dos habitantes de Suwałki na idade de educação potencial (3−24 anos) se enquadram na faixa de 3−6 anos − educação pré-escolar (18,7% entre as meninas e 19,3% entre os meninos). De mil crianças em idade pré-escolar, 987 frequentavam instituições de educação pré-escolar. Em 2018, existiam 0,82 pré-escolares por lugar numa instituição de educação pré-escolar 7 a 12 anos crianças pré-escolares. Existem 13 escolas primárias na unidade, com 6 051 alunos (2 912 mulheres e 3 139 homens) em 317 turmas. Para comparação, em 2008 em Suwałki havia 10 escolas primárias com 4 798 alunos (2 367 mulheres e 2 431 homens) em 208 turmas. Na faixa etária de 3 a 24 anos, 26,5% da população (26,0% entre as meninas e 26,9% entre meninos).
Há 19,1 alunos por turma nas escolas primárias. Existem 7 escolas secundárias em Suwałki, com 2 157 alunos (1 356 mulheres e 801 homens) em 77 turmas. Em 2021, foram registrados 581 egressos. Para efeito de comparação, em 2008 em Suwałki havia 12 escolas secundárias com 2 519 alunos (1 560 homens) em 86 turmas. Em 2008, foram registrados 756 egressos.
Em Suwałki, existem 6 escolas setoriais de 1.º grau com 784 alunos (193 mulheres e 591 homens) em 35 turmas. Na faixa etária dos 3 aos 24 anos, 12,8% da população (13,0% entre as meninas e 12,6% entre os meninos) frequenta o ensino secundário (16–18 anos). Há 28,0 alunos por turma nas escolas regulares. Há 22,4 alunos por turma nas escolas profissionais setoriais de nível I. Na faixa etária correspondente à formação em instituições de ensino superior (19–24 anos) encontram-se 27,6% habitantes de Suwałki na idade de educação potencial (28,1% das mulheres e 27,1% dos homens).

## Cultura

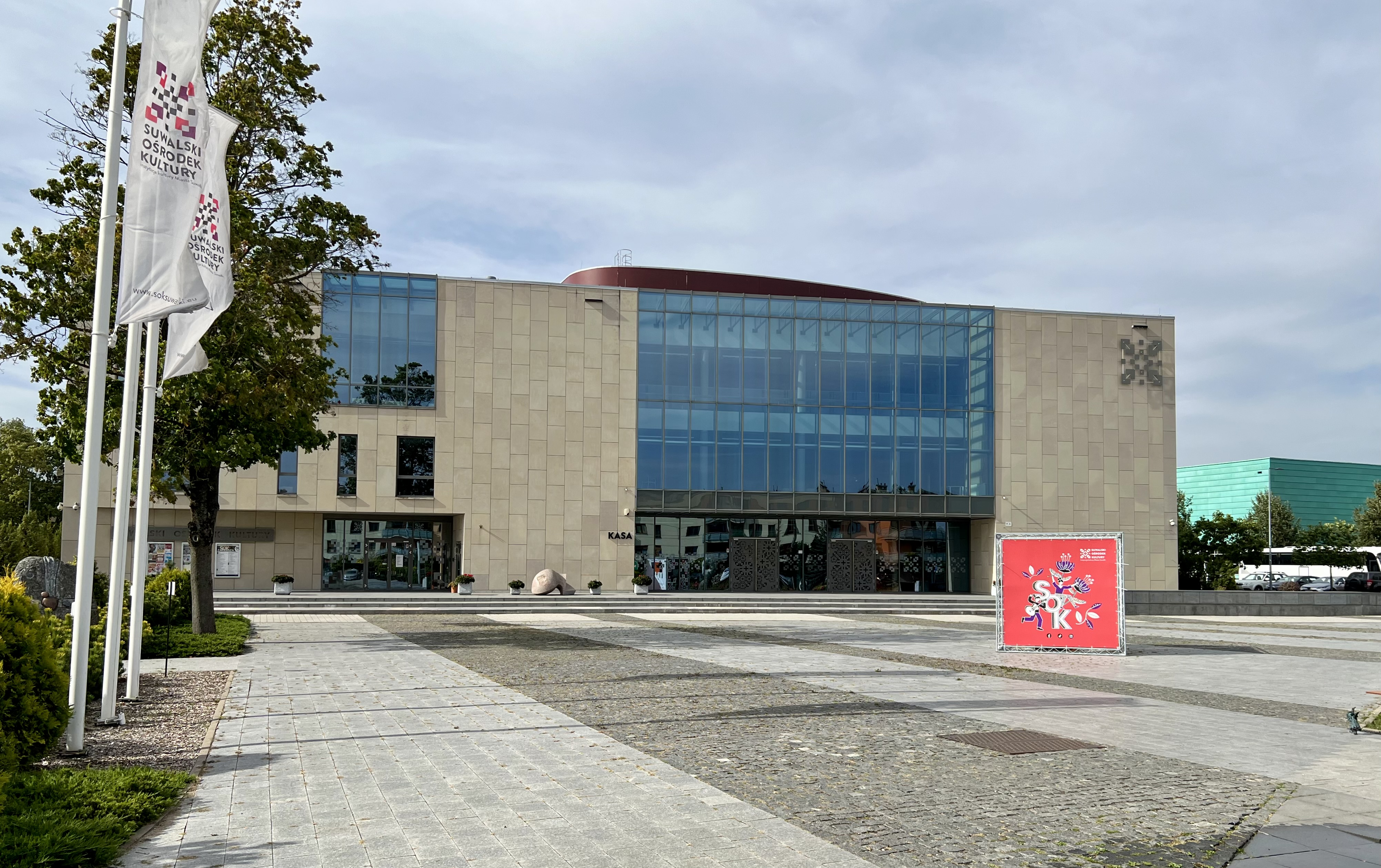
Centro Cultural de Suwałki

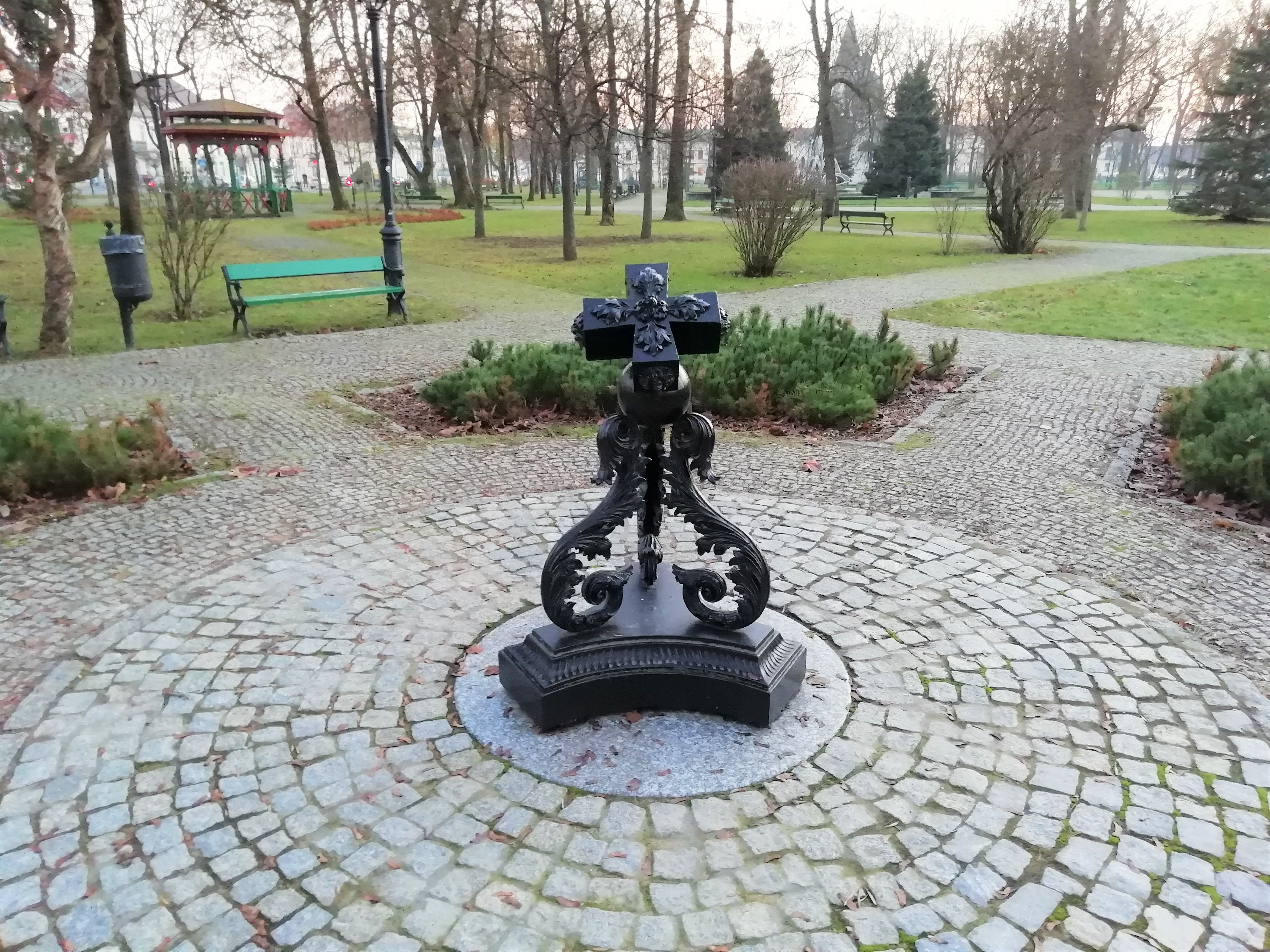
Relógio de sol no parque Konstytucji 3 Maja

A maioria dos eventos culturais em Suwałki são organizados pelo Centro Cultural Suwałki. Os eventos culturais cíclicos são: Źródliska, Teatr-Akcje, Suwałki Blues Festival.

### Jornais
- Kurier Suwałki[21]
- Jornal da Internet Suwałki
- Revista mensal “Niebywałe Suwałki”[22]

### Estações de TV
- TV Suwałki
- TVP3 Białystok

## Turismo
A Lagoa Arkadia está localizada em Suwałki. Há também uma grande praia da cidade que se estende sobre a lagoa. Suwałki tem excelentes condições para o turismo, pois o Parque Nacional Wigry e o Parque Paisagístico Suwałki estão próximos. Há também o turismo aquático, bem como caminhadas e ciclismo. Numerosas fazendas de agroturismo incentivam o relaxamento. Muitas informações necessárias podem ser obtidas no Centro de Informações Turísticas (Parque Konstytucji 3 Maja), Câmara de Agricultura e Turismo de Suwałki (SIRT, rua Kościuszki) e PTTK o. em Suwałki (rua Kościuszki 37).
Em Suwałki, existe o Museu da História e Tradição dos Soldados da Região de Suwałki.
Há uma trilha turística Maria Konopnicka “Os anões estão no mundo” que percorre as ruas de Suwałki e inclui dez figuras de anões ao ar livre, heróis do conto de fadas Os anões e a órfã Maria de Maria Konopnicka.

## Comunidades religiosas
O catolicismo domina em Suwałki. As seguintes igrejas e associações religiosas realizam atividades na cidade:
- Igreja Católica de Rito Latino:[24]
  - Cocatedral de Santo Alexandre, rua Emilii Plater 2
  - Paróquia de Santo Adam Chmielowski, rua Kowieńska 13
  - Paróquia Beata Aniela Salawa, rua Łanowa 13
  - Paróquia de Corpus Christi (franciscanos conventuais), rua 11 Listopada 6
  - Paróquia Cristo Rei, rua Papieża Jana Pawła II 3
  - Paróquia de São Casimiro, o Príncipe, rua Witosa 8
  - Paróquia de Nossa Senhora da Misericórdia (salesianos), rua Prymasa S. Wyszyńskiego 3
  - Paróquia dos Santos Apóstolos, Pedro e Paulo, rua Wojska Polskiego 36
  - Paróquia do Sagrado Coração de Jesus, rua Kościuszki 58
  - Paróquia de Santo Adalberto de Praga, rua Szkolna 6
- Fraternidade Sacerdotal de São Pio X:
  - Capela da Bem-Aventurada Virgem Maria, Rainha da Polônia[25]
- Igreja Ortodoxa Polonesa:
  - Paróquia de Todos os Santos, rua Zarzecze 6[26]
- Igreja Oriental dos Velhos Crentes:
  - Paróquia em Suwałki, rua Sejneńska 37A[27]
- Igreja evangélica-Augsburgo:
  - Paróquia em Suwałki, rua Kościuszki 12[28]
- Igreja pentecostal:
  - “Comunidade Cristã”, rua Kościuszki 44[29]
- Igreja Adventista do Sétimo Dia:
  - Igreja em Suwałki, rua Żeromskiego 1[30]
- Testemunhas de Jeová (Salão do Reino rua Krzywólka 15A):
  - Igreja Suwałki-Centro (incluindo grupo de língua ucraniana)
  - Igreja Suwałki-Norte
- Budismo:
  - Associação Budista do Caminho do Diamante da Linhagem Karma Kagyu[31] na rua Daszyńskiego 7/19.

Igrejas selecionadas em Suwałki
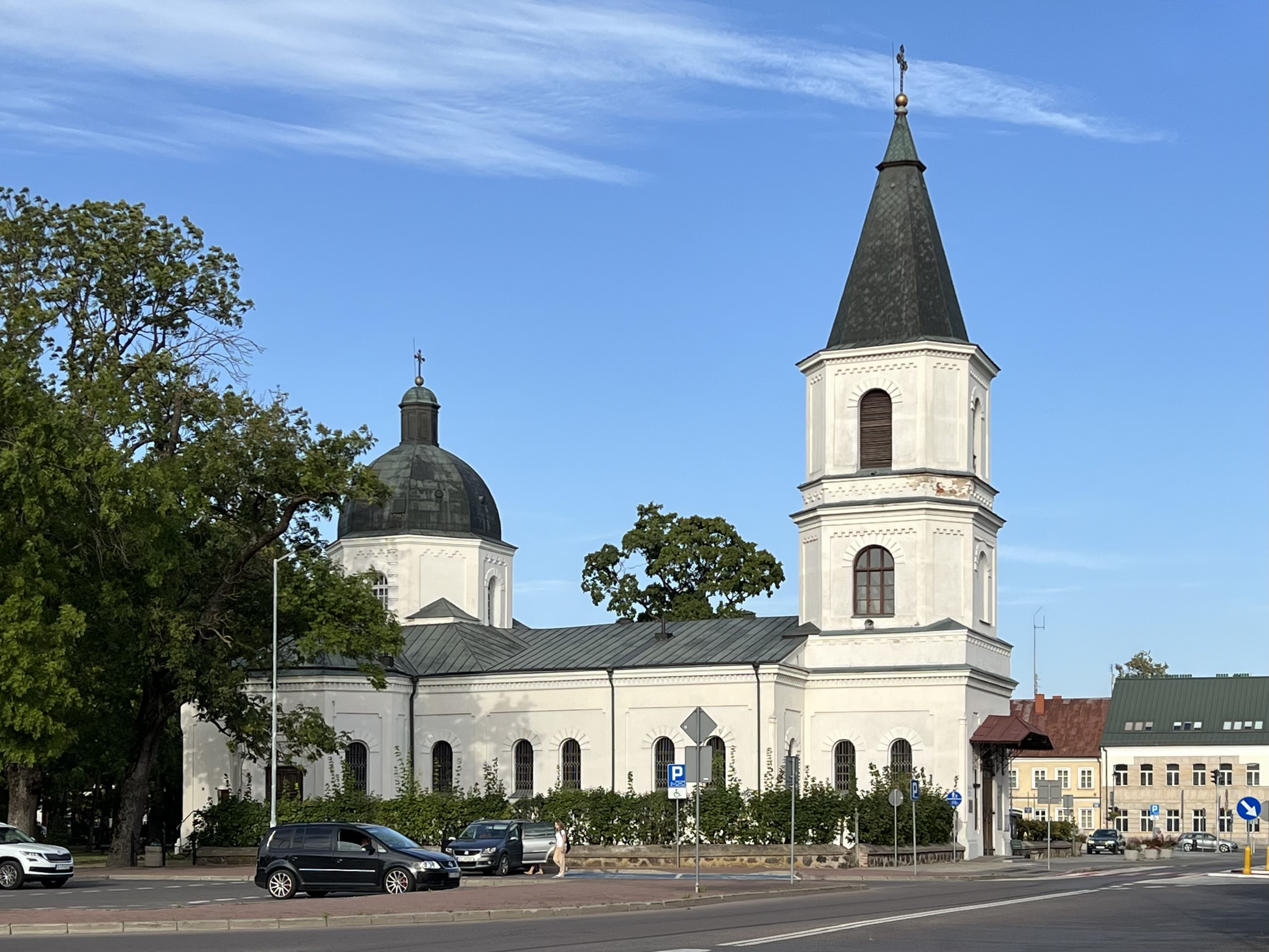
Igreja católica do Sagrado Coração de Jesus
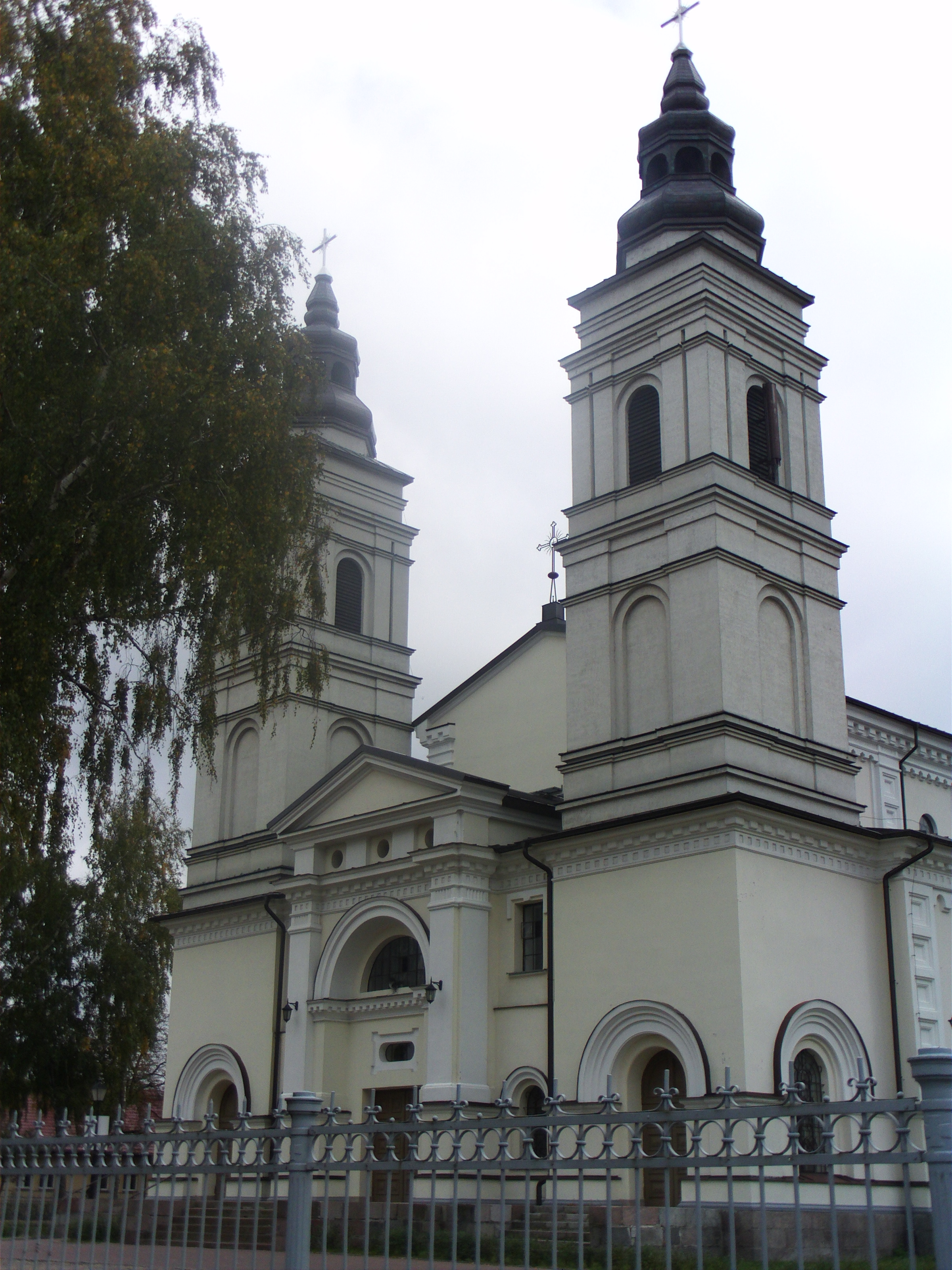
Igreja católica de São Pedro e São Paulo
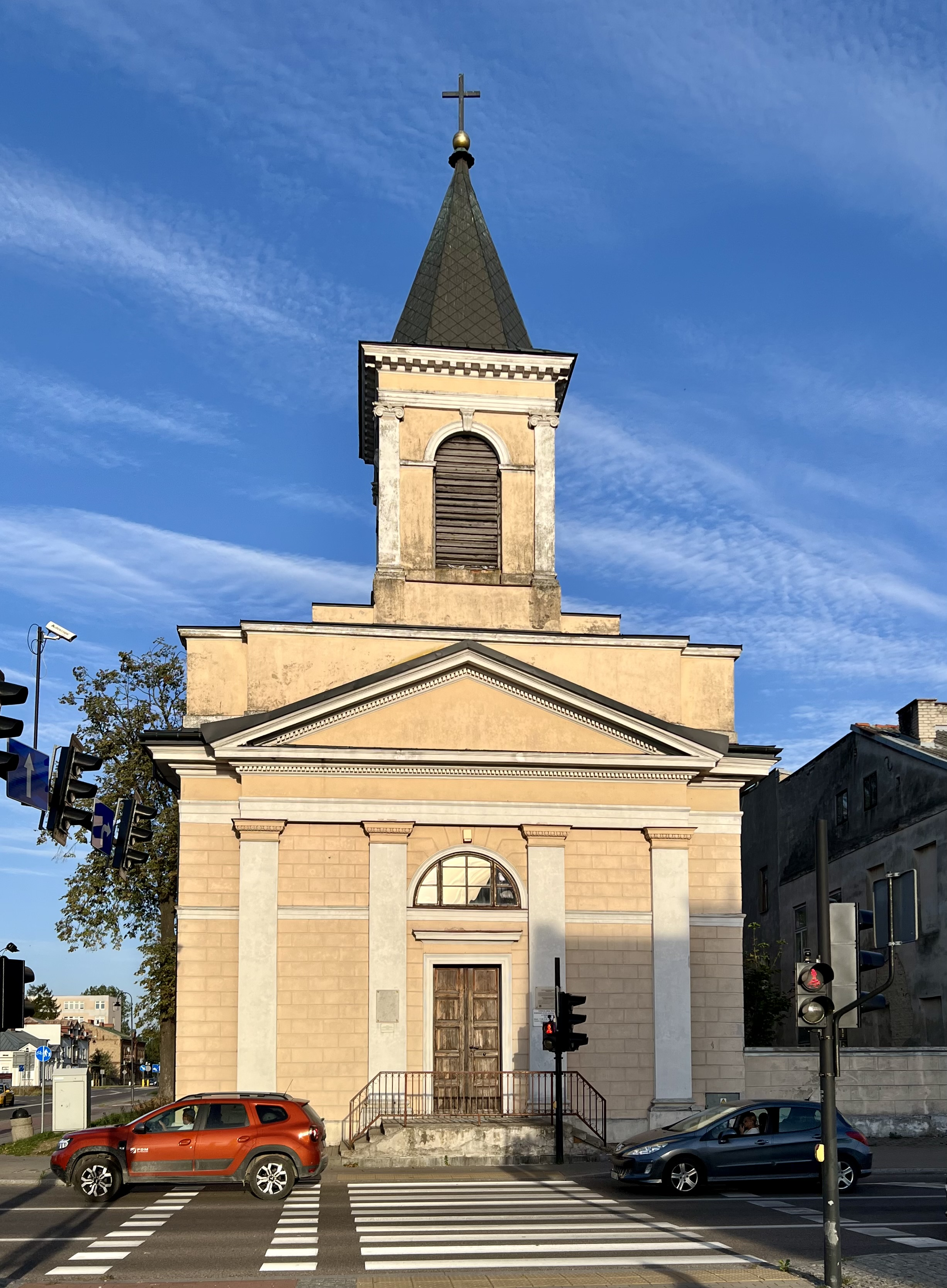
Igreja evangélica-Augsburg da Santíssima Trindade
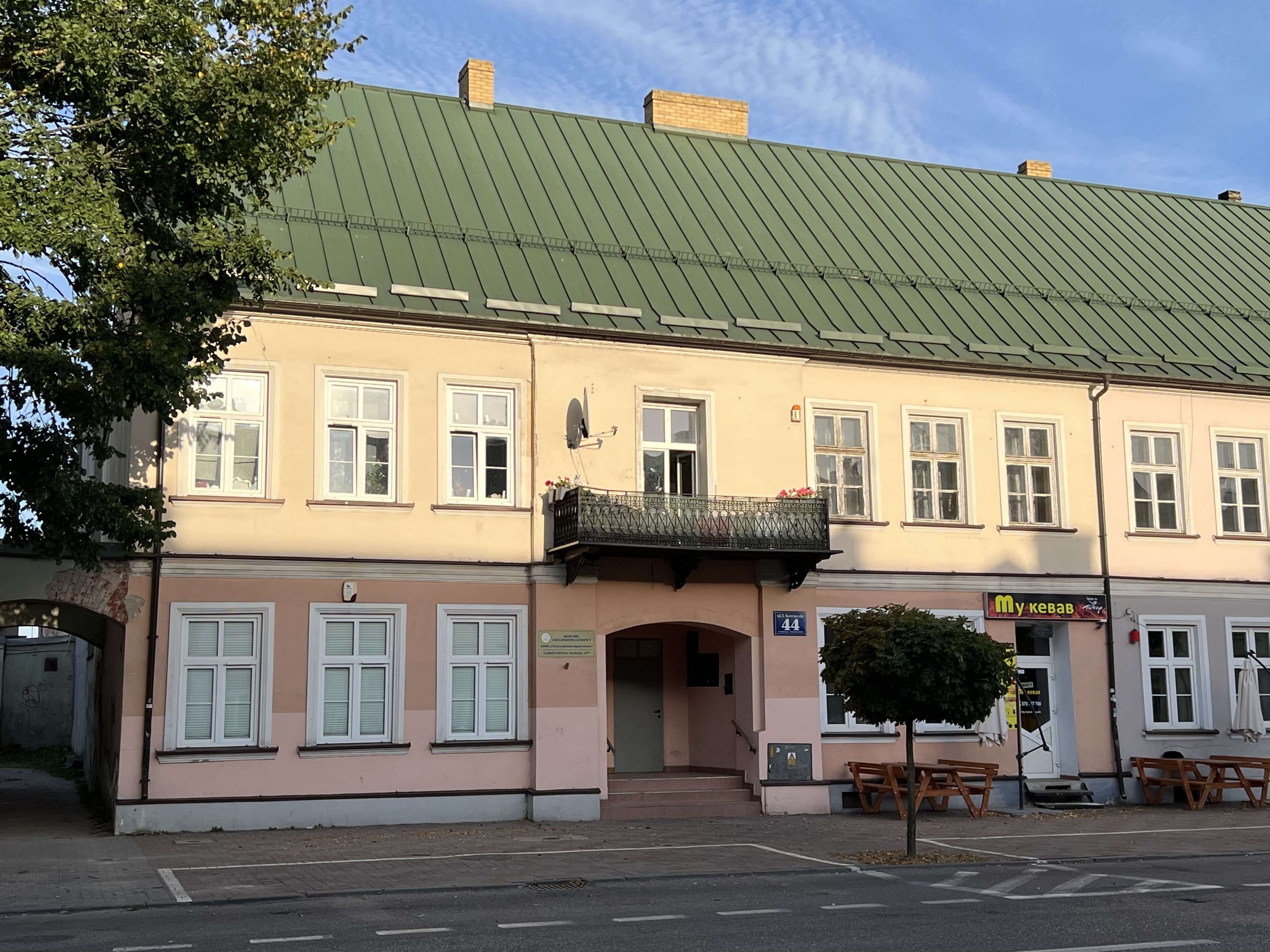
Igreja Pentecostal
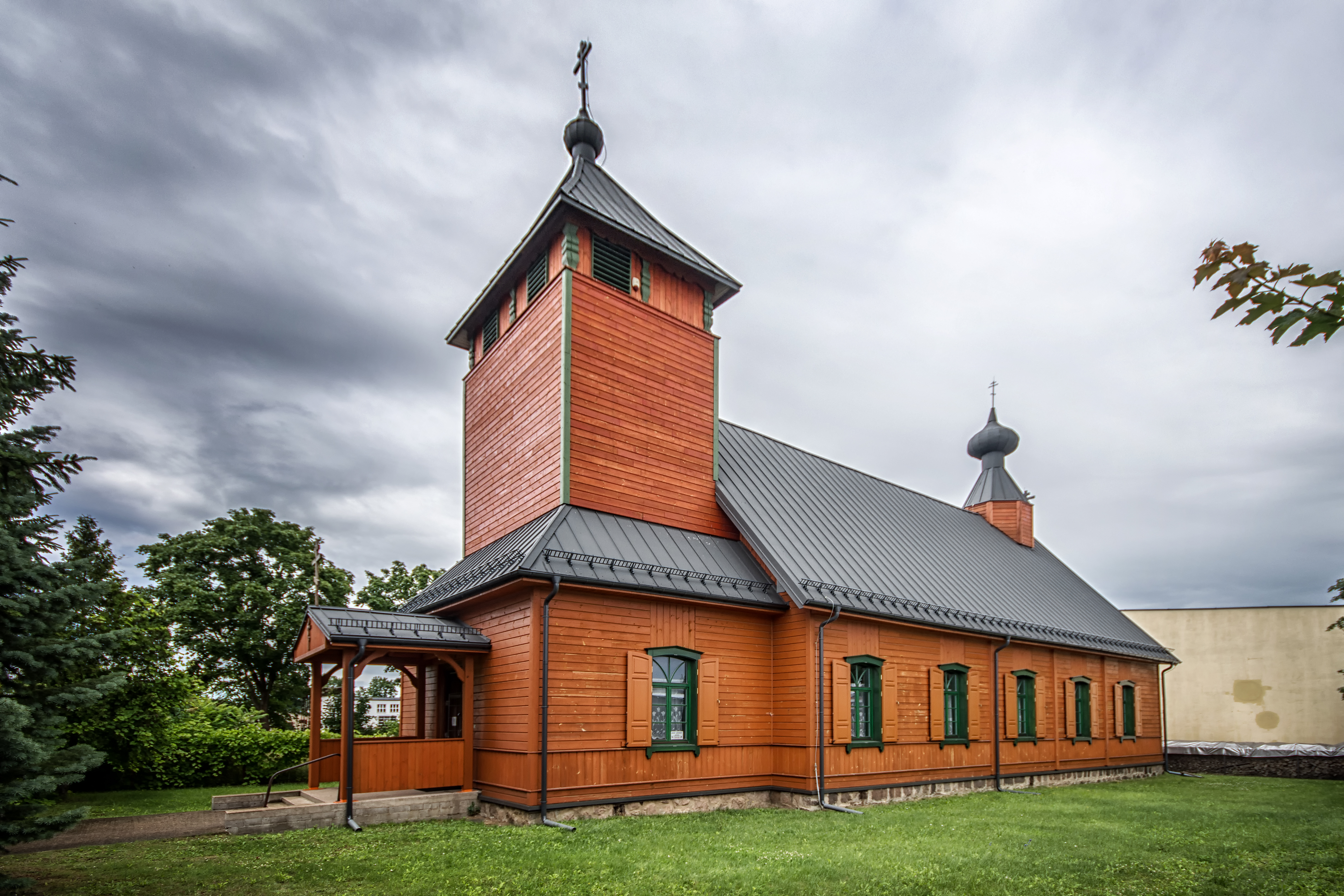
Molena dos Velhos Crentes
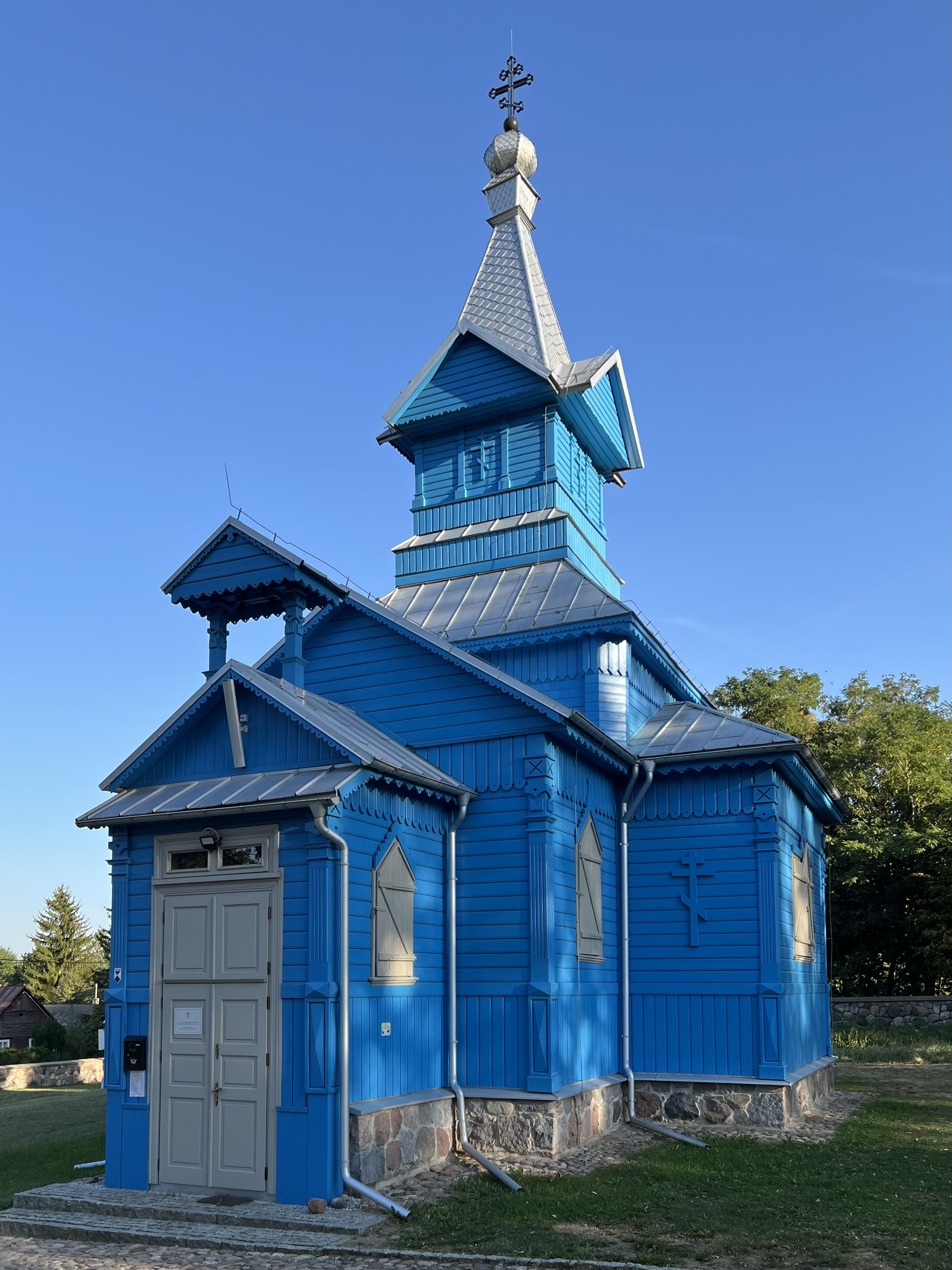
Igreja ortodoxa de Todos os Santos
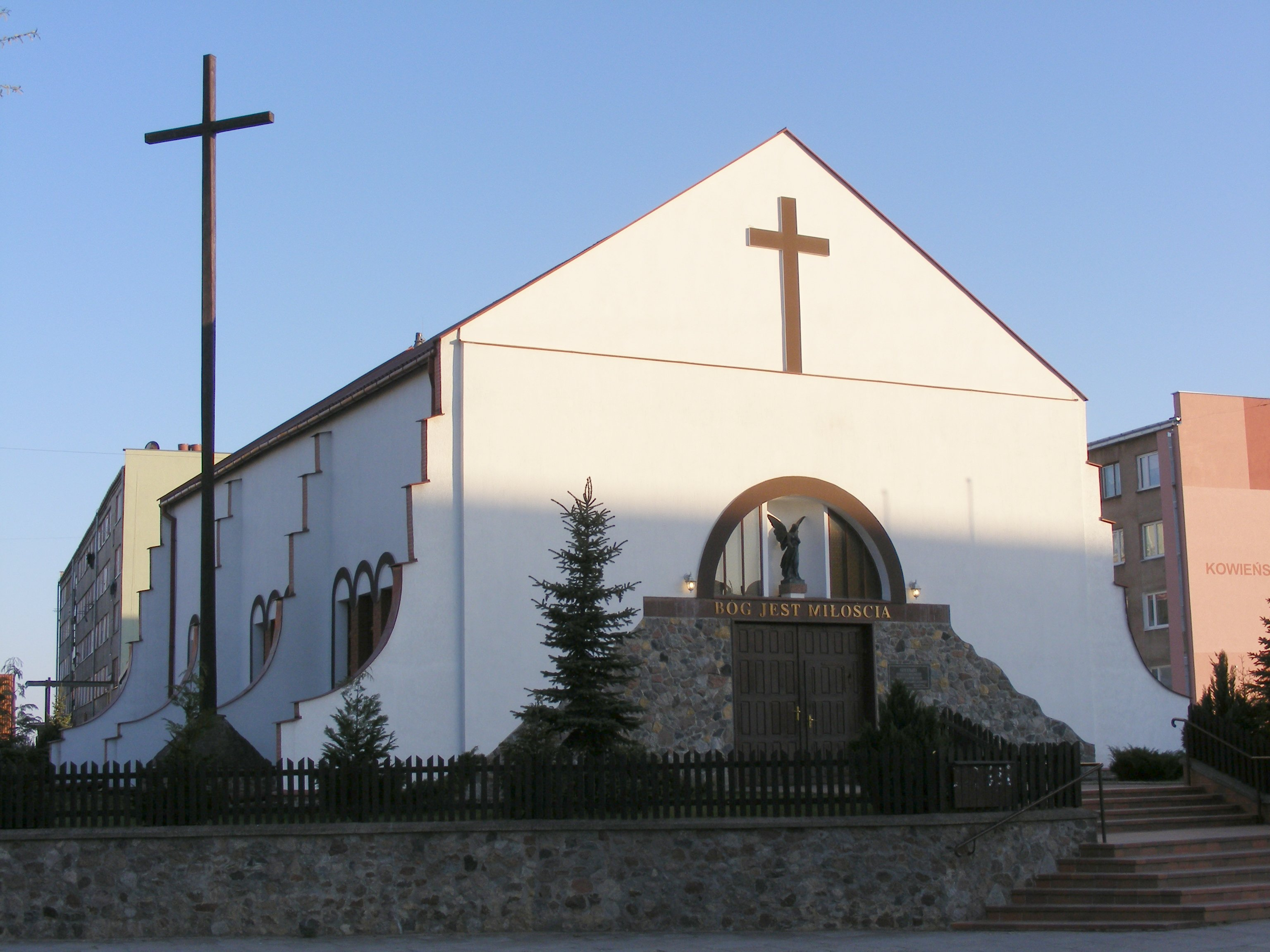
Igreja católica de Santo Irmão Alberto Chmielowski
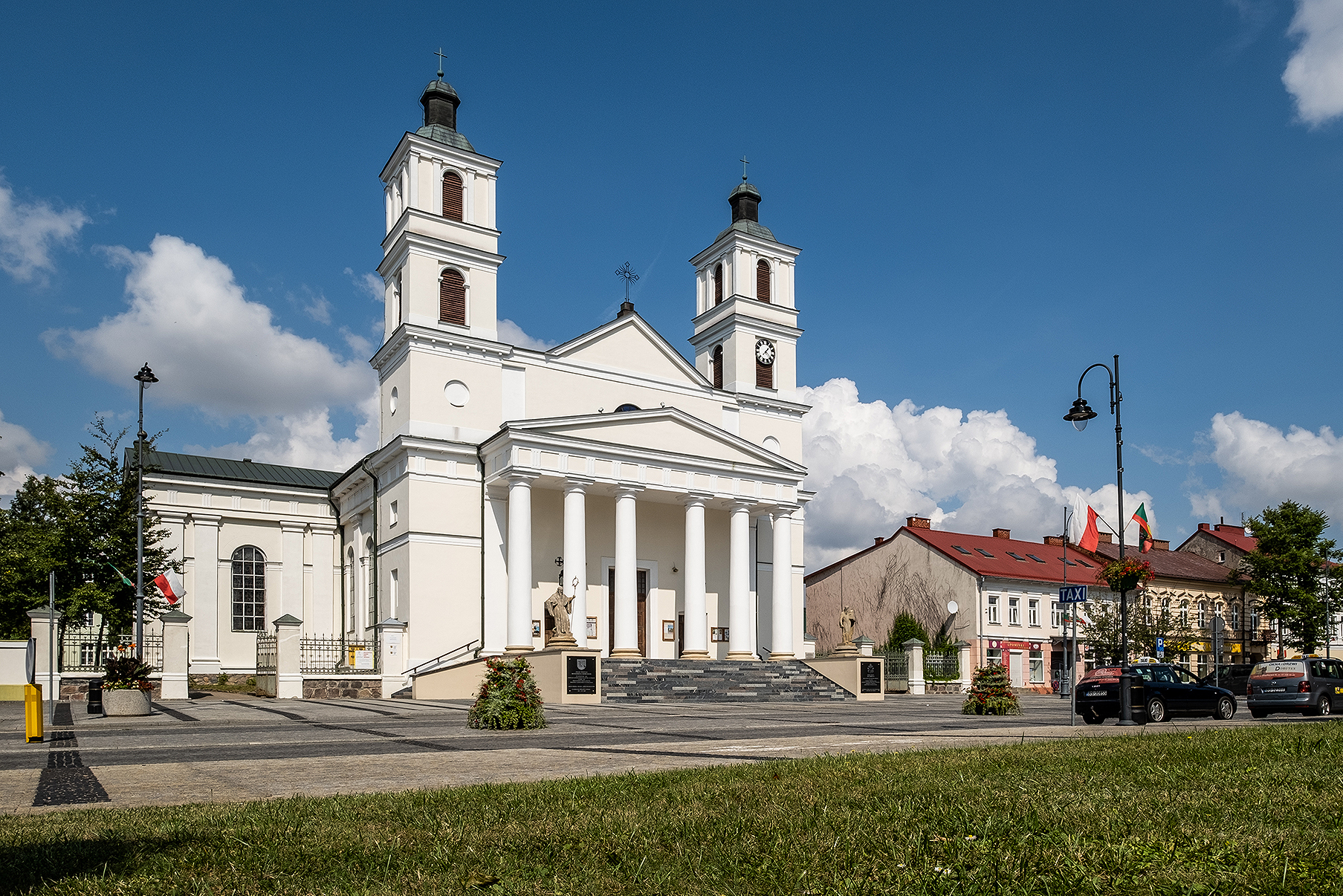
Cocatedral de Santo Alexandre

## Esporte

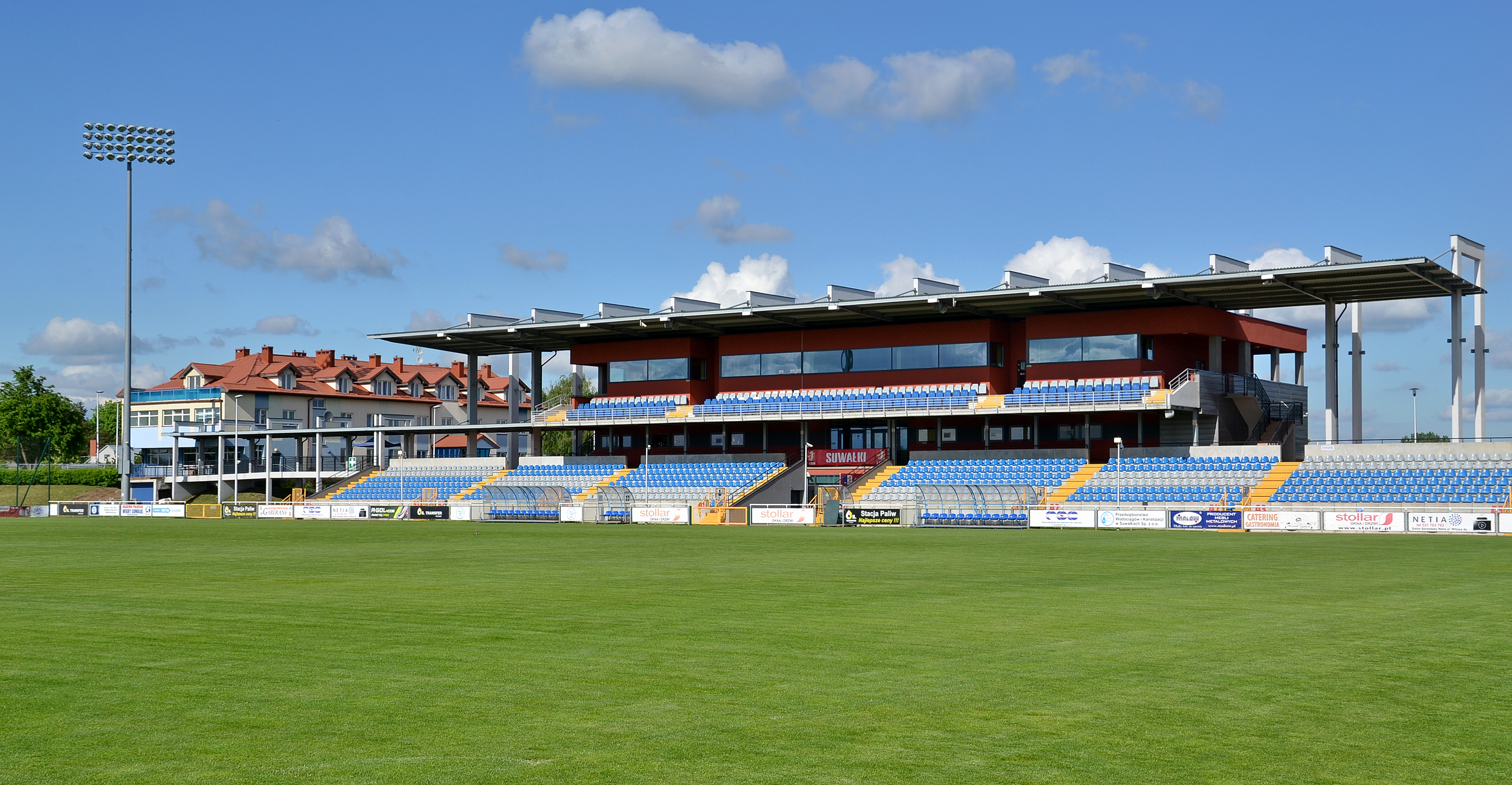
Estádio municipal

O Centro de Esportes e Recreação em Suwałki administra instalações esportivas, coordena a organização de eventos esportivos e realiza treinamento de jovens em boxe, vela e modelagem aérea.
Estão sediados em Suwałki: o time de futebol Wigry Suwałki (um clube em operação desde 1947), o time Ślepsk Suwałki e a associação de futebol e vôlei para meninos e meninas de escolas primárias e secundárias.
Integrado no Centro Esportivo e Recreativo, funciona na rua Wojska Polskiego 2 o skatepark Suwałki com uma área de 1020 m². Existem obstáculos a serem superados e quatro paredes de escalada na pista. A instalação foi construída em 2005 e foi parcialmente cofinanciada por fundos da União Europeia. O restante dos custos foi arcado pelo governo municipal. A praça custou cerca de 100 000 euros.